# القسطنطينية

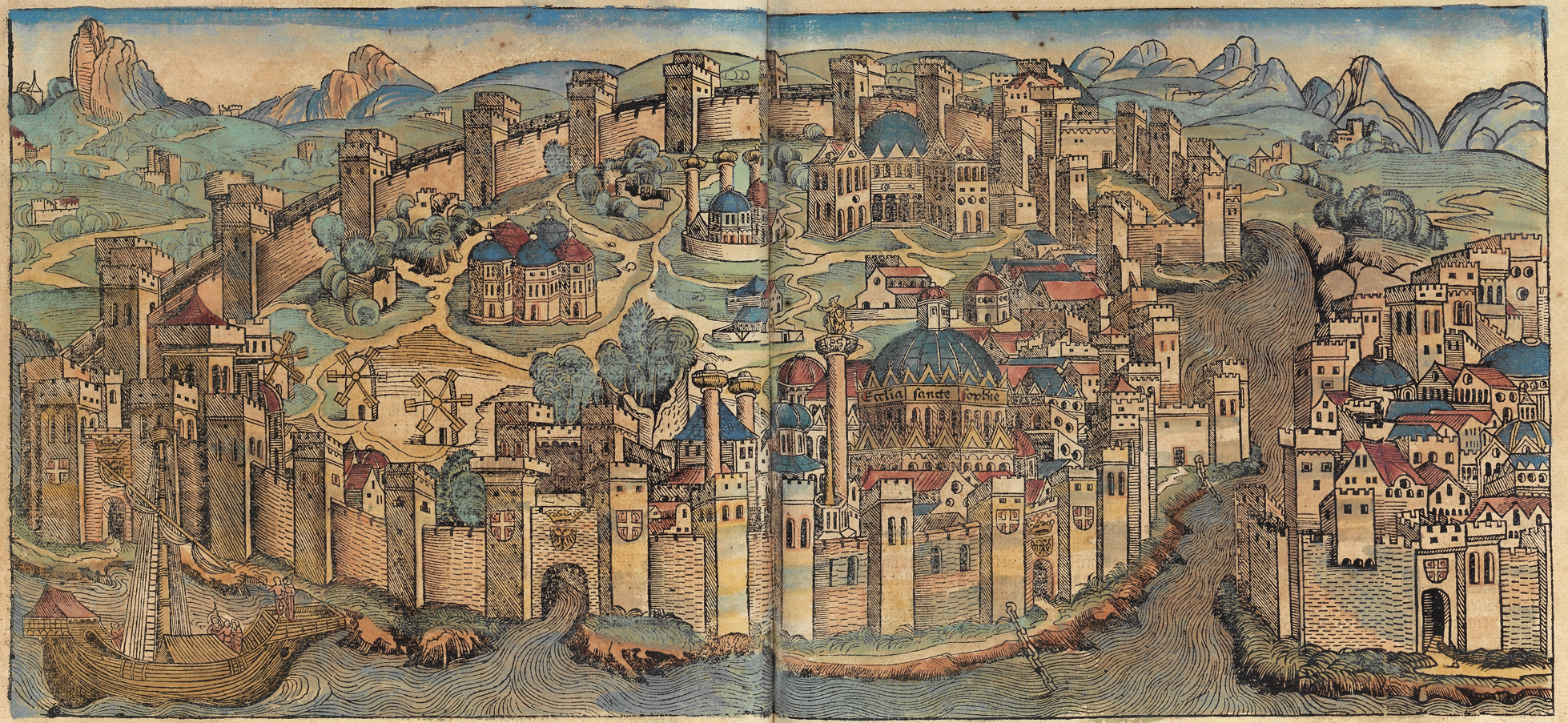
صورة لمدينة القسطنطينية.

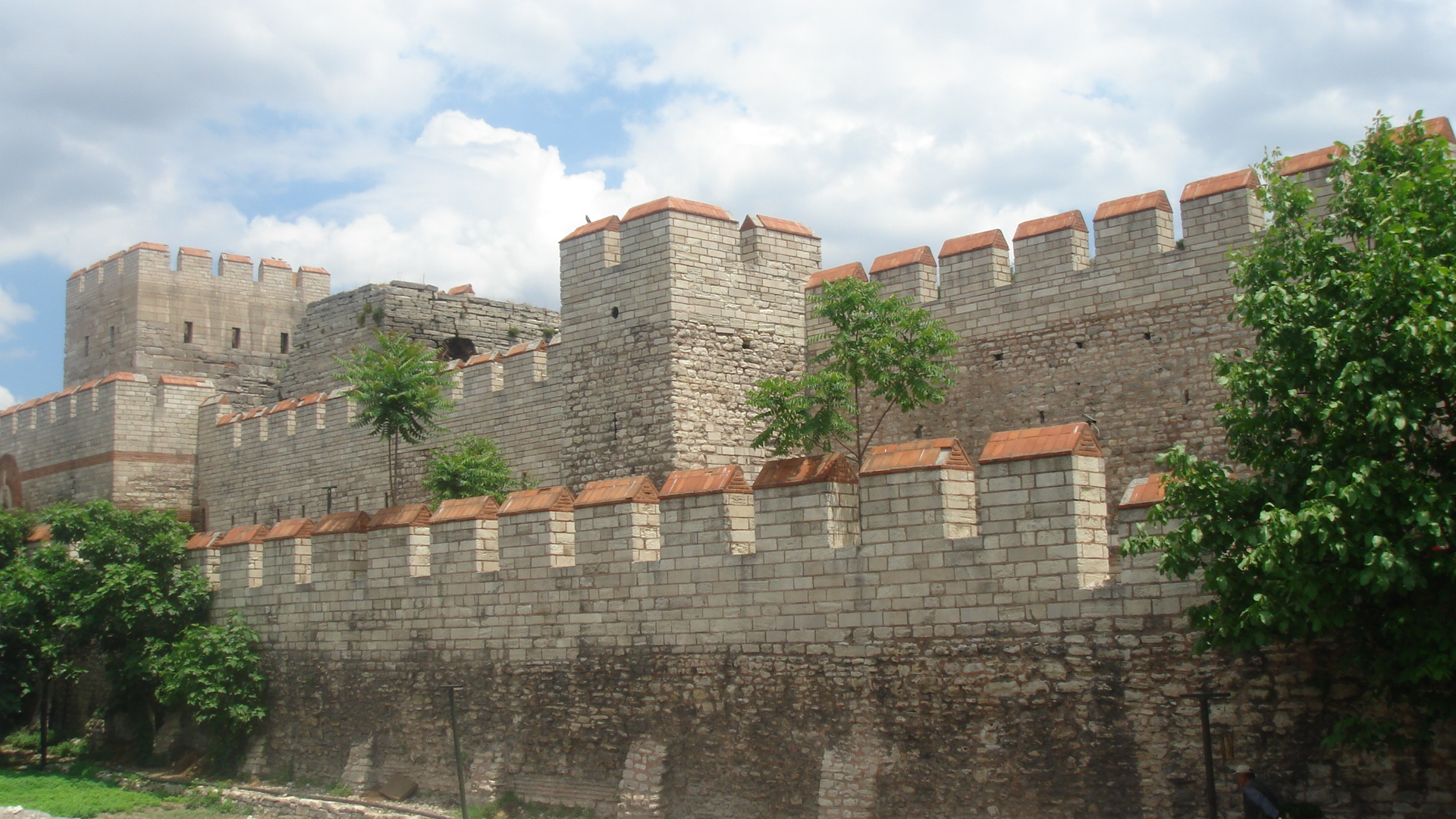
أسوار القسطنطينية.

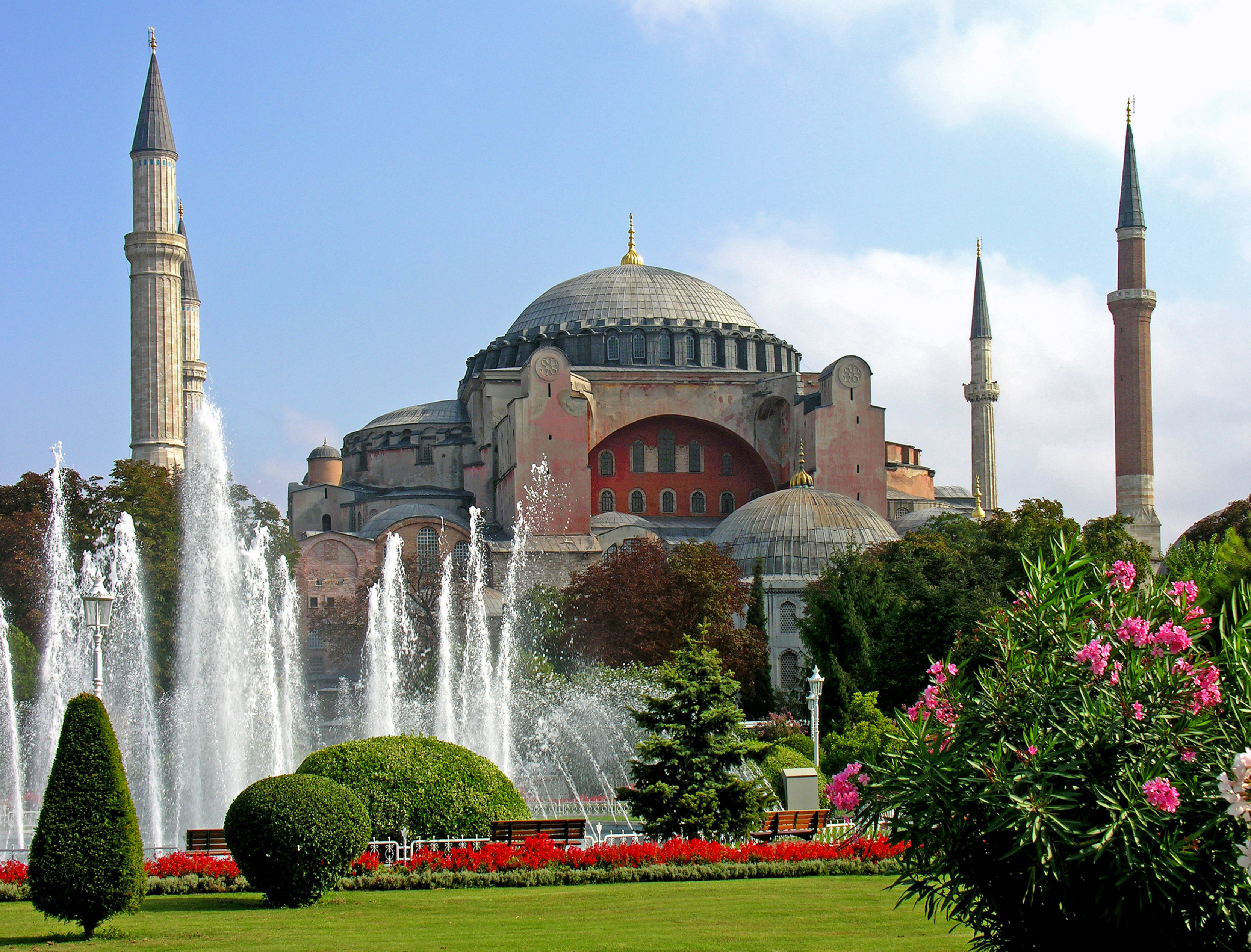
آيا صوفيا.

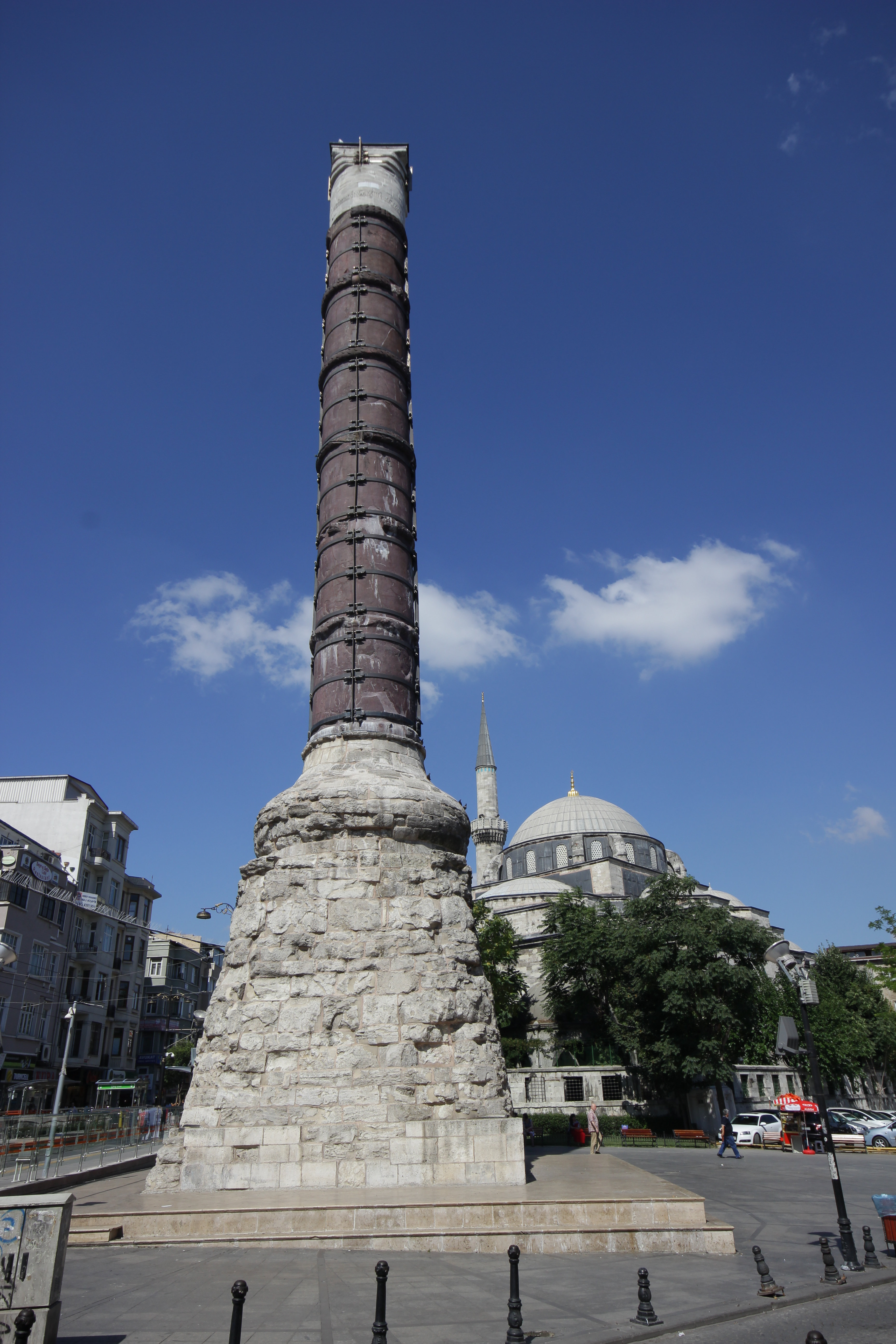
عمود قسطنطين.

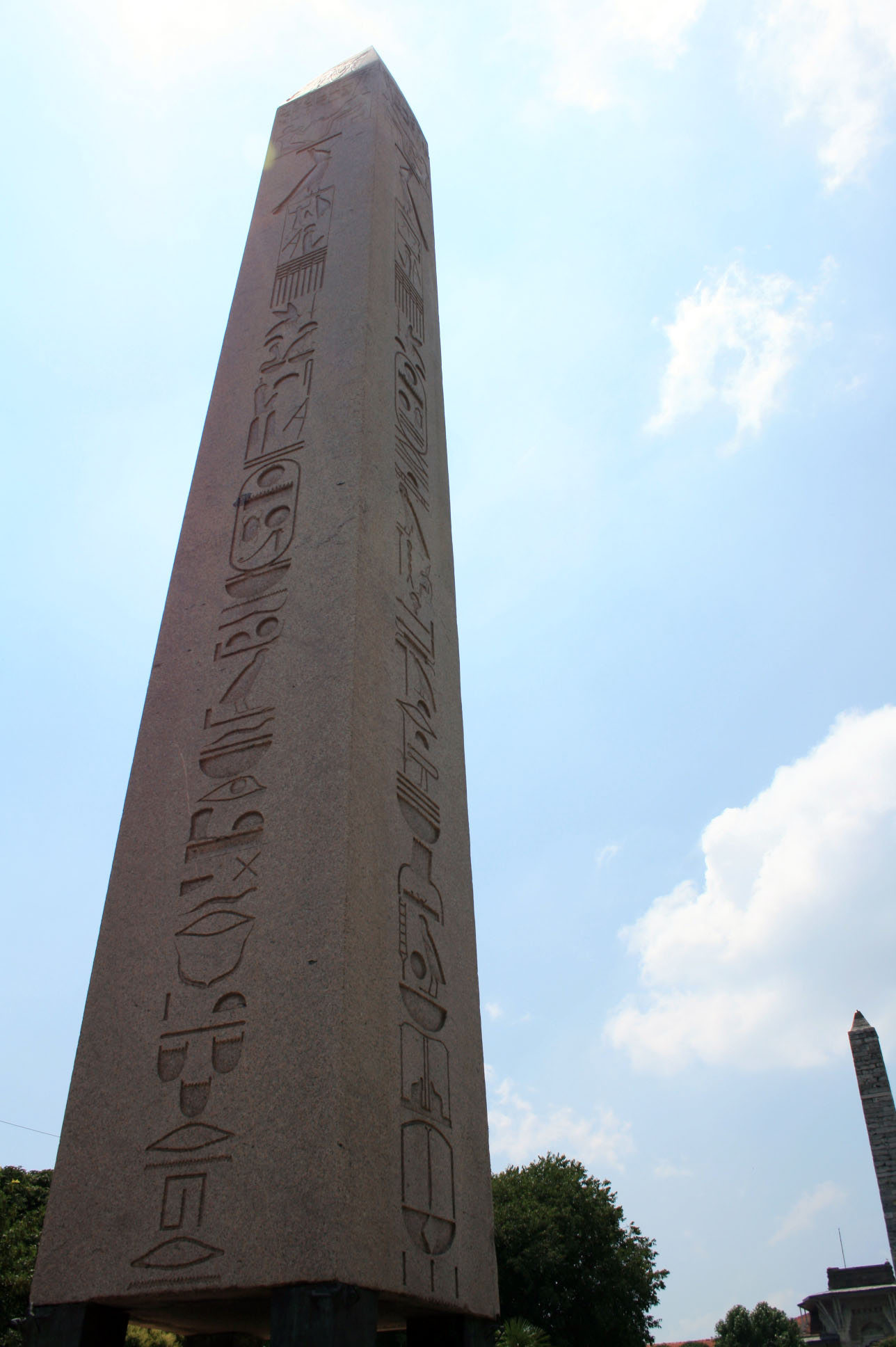
مسلة تحتمس الثالث.

اَلْقُسْطَنْطِينِيَّةُ ((باليونانية: Κωνσταντινούπολις)، (باللاتينية: Constantinopolis)، (بالتركية العثمانية: قسطنطینية)، (بالبلغارية: Цариград)، (بالسيريلية الصربية: Цариград)) هي عاصمة الإمبراطورية الرومانية خلال الفترة من 335 إلى 395 وعاصمة الدولة البيزنطية من 395 إلى 1453 حين فُتحت على يد العثمانيين بعد محاولات عدة في 1410 و1422 فدخل محمد الفاتح القسطنطينية، وأطلق عليها إسلامبول أو الآستانة. وبدخوله أصبحت المدينة عاصمة السلطنة العثمانية. غُيّر اسمها في عام 1930 إلى إسطنبول ضمن إصلاحات أتاتورك القومية. تأسست المدينة عام 658 ق.م. وكانت من قبل قرية للصيادين وعرفت باسم بيزنطة. وفي عام 335 للميلاد جعلها الإمبراطور قسطنطين الأول عاصمة للإمبراطورية الرومانية الشرقية (الإمبراطورية البيزنطية) وأصبح يطلق عليها القسطنطينية نسبة للإمبراطور قسطنطين الأول مؤسس الإمبراطورية. أصبحت المدينة مركز المسيحية الشرقية ومركز حضاري عالمي، فأضحت أعظم مدن العالم في ذلك العصر.
منذ تأسيسها في القرن الرابع إلى أوائل القرن الثالث عشر، كانت القسطنطينية أكبر وأغنى مدينة في أوروبا، وكان لها دور أساسي في نهوض المسيحية خلال عصور الرومان والبيزنطيين، إلى جانب كونها مركز ومقر لبطريرك القسطنطينية المسكوني. كما احتوت المدينة على بعض أقدس الآثار في العالم المسيحي مثل إكليل الشوك والصليب الحقيقي.
خلال العصر الذهبي للإمبراطورية البيزنطية خاصًة تحت حكم الأسرة المقدونية حيث دعي عصرهم بعصر النهضة المقدونية والكومنينيون. ففي عهدهم شهدت الامبراطورية البيزنطية نهضة ثقافية وعلمية وكانت القسطنطينية في عهدهم المدينة الرائدة في العالم المسيحي من حيث الحجم والثراء والثقافة. بعد خسارة العدد الأكبر من المحافظات في مطلع القرن الخامس عشر، تحولت الرومانية الشرقية (البيزنطية) إلى مجرد مدينة تضم مدينة القسطنطينية وضواحيها، جنبًا إلى جنب مورية في اليونان، أُحتلت المدينة في نهاية المطاف على يد العثمانيين من قبل محمد الفاتح بعد حصار لمدة شهر في 1453.
وقد اشتهرت القسطنطينية بدفاعاتها الضخمة والمعقدة. على الرغم من محاصرة المدينة في مناسبات عديدة من قبل مختلف الشعوب، أثبتت دفاعات القسطنطينية أنها غير معرضة للخطر منذ ما يقرب من تسعمائة سنة قبل احتلال المدينة من قبل القوات الصليبية في 1204 خلال الحملة الصليبية الرابعة، لتصبح عاصمة الإمبراطورية اللاتينية. تم استرجاع المدينة مرة أخرى في 1261 من قبل الإمبراطور البيزنطي ميخائيل الثامن باليولوج، وليتم احتلالها للمرة الثانية والأخيرة عام 1453 على يد السلطان العثماني محمد الثاني.
اشتهرت المدينة أيضًا من خلال الروائع المعمارية، مثل كاتدرائية آيا صوفيا الأرثوذكسية الشرقية والتي كانت بمثابة مقر بطريركية القسطنطينية المسكونية، إلى جانب القصر الإمبراطوري المقدس حيث عاش الأباطرة، وبرج غلاطة، وميدان سباق الخيل، والبوابة الذهبيّة، فضلًا عن القصور الأرستقراطية الغنية والساحات العامة وحماماتها الفاخرة مثل حمامات زاكبيكوس. امتلكت القسطنطينية العديد من الكنوز الفنية والأدبية قبل أن تسقط في عام 1204 وعام 1453. كما أشتهرت المدينة بمكتباتها وأبرزها كانت مكتبة القسطنطينية وهي آخر المكتبات الكبيرة في العالم القديم. وقامت مكتبة القسطنطينية بحفظ المعرفة القديمة لليونان والإغريق لأكثر من ألف عام وحوت على حوالي 100,000 نص. وتعتبر جامعة القسطنطينية التي تأسست من قبل الإمبراطور ثيودوسيوس الثاني أول جامعة في العالم. وتضمنت الجامعة على كليات ومدارس في الطب، الفلسفة، اللاهوت والقانون، كما كانت المدارس الاقتصادية المختلفة والكليات والمعاهد الفنية والمكتبات وأكاديميات الفنون الجميلة أيضًا مفتوحة في المدينة.
لم تتعافى القسطنطينية من الدمار الذي خلفته الحملة الصليبية الرابعة وعقود من سوء الحكم من قبل اللاتين، على الرغم من أن المدينة تعافت جزئيًا في السنوات الأولى بعد الترميم تحت حكم سلالة باليولوج، أدّى ظهور العثمانيين إلى خسارة الإمبراطورية للقسم الأعظم من أراضيها. بعد سقوط المدينة على يد العثمانيين، نقل السُلطان مُحمَّد الثاني عاصمة مُلكه من مدينة أدرنة إلى القسطنطينيَّة، وسُمِّيت «إسلامبول» أي «تخت الإسلام»، أدى سقوط القسطنطينية إلى مغادرة عددٌ كبيرٌ من عُلماء وفلاسفة المدينة، من رومٍ وغيرهم، إلى الدويلات والإمارات والممالك الأوروپيَّة المُجاورة، قبل ضرب الحصار على عاصمتهم وبعد أن فُكَّ عنها، وأغلب هؤلاء حطَّت به الرِحال في إيطاليا حيثُ لعبوا دورًا في إحياء العلوم والمعارف المُختلفة هُناك، مما جعل تلك البِلاد رائدة عصر النهضة الأوروپيَّة.

## التاريخ

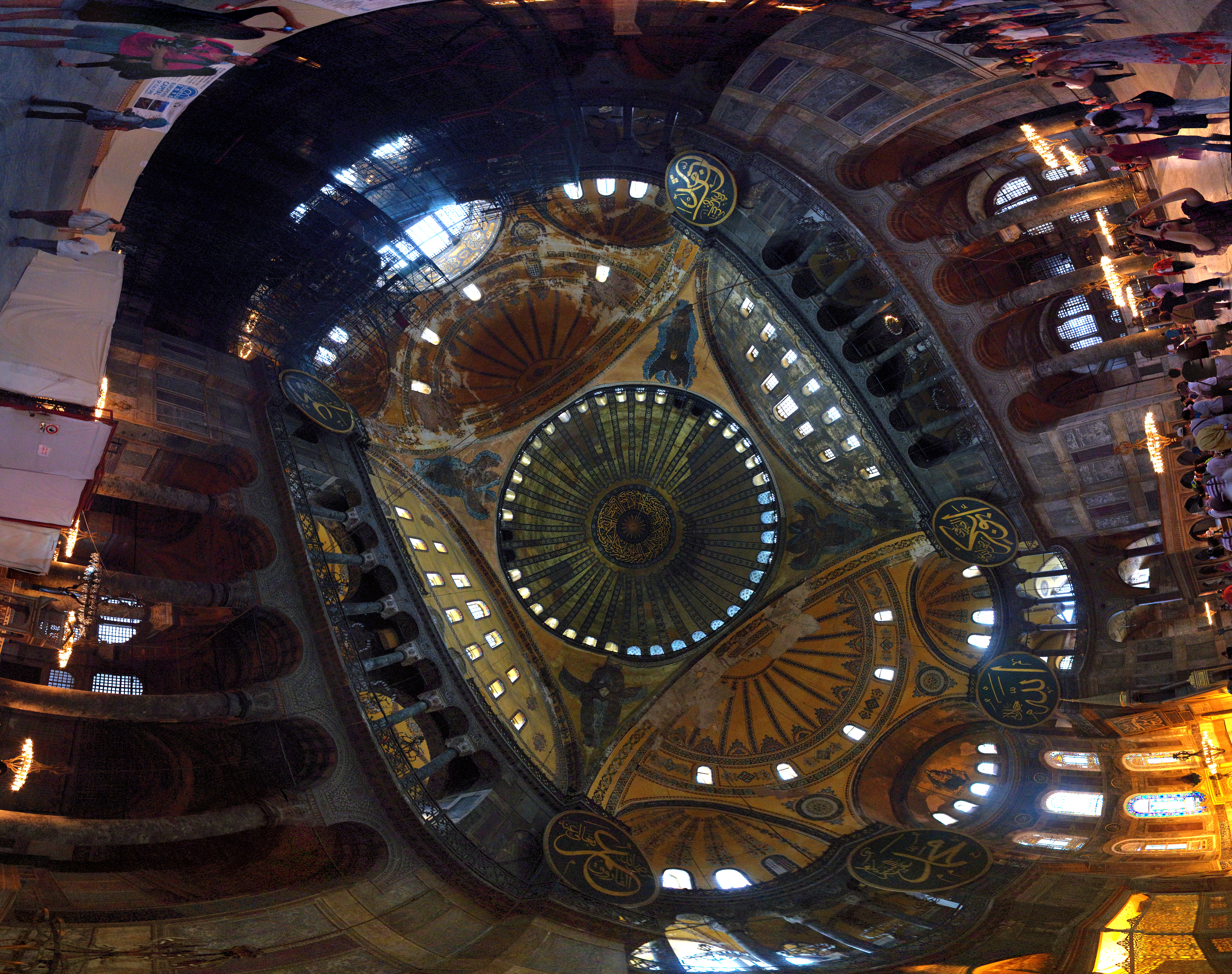
قبة آيا صوفيا، وهي أبرز المآثر العمرانية في المدينة.

### تأسيس بيزنطة
تأسست عام 658 ق.م. وكانت من قبل قرية للصيادين تعرف باسم بيزنطة. وفي عام 335 م جعلها الإمبراطور قسطنطين عاصمة للإمبراطورية الرومانية الشرقية (الإمبراطورية البيزنطية) وأصبح يطلق عليها القسطنطينية نسبة للإمبراطور قسطنطين مؤسس الإمبراطورية وكان بها مقر بطريركية الكنيسة الأرثوذكسية الشرقية وهي كاتدرائية آيا صوفيا. خلال العصر الذهبي للإمبراطورية البيزنطية خاصًة تحت حكم الأسرة المقدونية حيث دعي عصرهم بعصر النهضة المقدونية والكومنينيون. ففي عهدهم شهدت الامبراطورية البيزنطية نهضة ثقافية وعلمية وكانت القسطنطينية في عهدهم المدينة الرائدة في العالم المسيحي من حيث الحجم والثراء والثقافة. فقد كان هناك نمو كبير في مجال التعليم والتعلم ممثلة بجامعة القسطنطينية ومكتبة القسطنطينية وجرى الحفاظ على النصوص القديمة وإعادة نسخها. كما ازدهر الفن البيزنطي وانتشرت الفسيفساء الرائعة في تزيين العديد من الكنائس الجديدة. وفي عصر الكومنينيون تجدد الاهتمام بالفلسفة الإغريقية الكلاسيكية، بالإضافة إلى تزايد الناتج الأدبي باليونانية العامية.
احتل الأدب والفن البيزنطيان مكانة بارزة في أوروبا، حيث كان التأثير الثقافي للفن البيزنطي على الغرب خلال هذه الفترة هائلًا وذو أهمية طويلة الأمد.
تراجعت أحوالها إثر وفاة الإمبراطور جوستنيان العظيم، وفقدت الكثير من مناعتها جراء الحملة الصليبية الرابعة التي أنهكت دفاعاتها، فالمدينة لم تستطع في مئتي عام أن تتعافى من سبي اللاتين أهلها وحرقهم بيوتها ومبانيها وساحاتها، وإذا كان الانشقاق الكبير ما بين الكنيستين قد حصل عام 1054 نتيجة التنافس على الأولوية بين أباطرة الشرق والغرب وأحبارهم، فإن الانشقاق قد اتسع كثيراً في العام 1204، أي عند دخول الجيوش الصليبية المدينة وحرقها مبانيها العامة والخاصة وانتهاكها حرمة كنائسها.
وفي عهد السلطان محمد الثاني الملقب بالفاتح (1451-1481) فتح العثمانيون مدينة القسطنطينية، فقوضوا الإمبراطورية الرومانية الشرقية، وفتحوا أراضيها في منطقة البلقان أساساً وفي غيرها، وما زالت منطقة القسطنطينية، أي مدينة الآستانة كما أطلقوا عليها وما حولها، هي الجزء الأوروبي من السلطنة التي انحصرت في تركيا الحديثة حتى الآن.
يقول الباحث جمال الدين فالح الكيلاني: «يكاد يجمع المؤرخين أنه بفتح القسطنطينية تنتهي العصور الوسطى الأوروبية وندخل في العصور الحديثة حيث تنبهوا لأهمية تحول المدينة إلى إسلامية حيث شكلت أكبر خطر على أوروبا طول الفترة اللاحقة».

### إعادة تأسيس القسطنطينية (324–337)

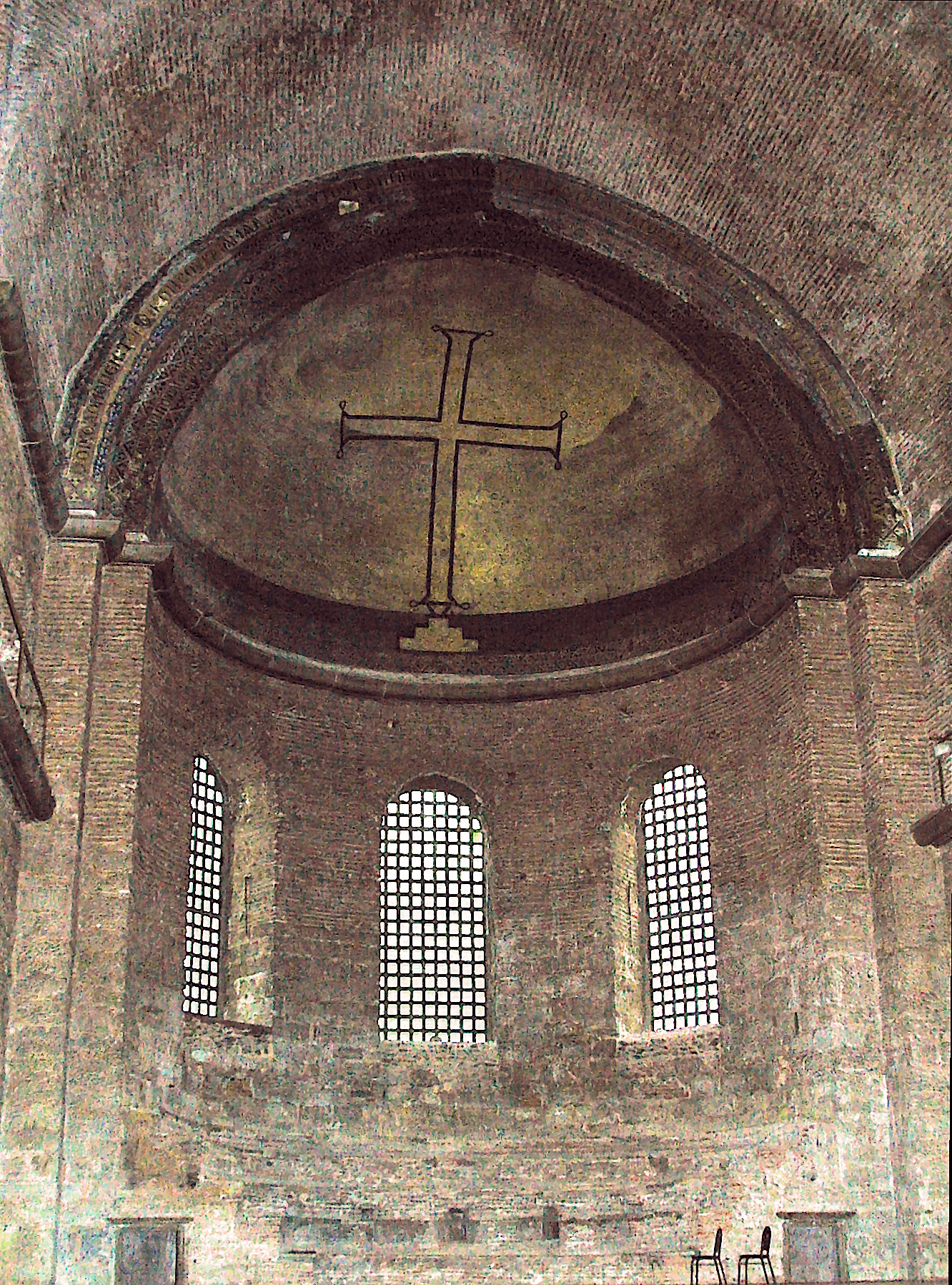
صليب بسيط: مثال على فن تحطيم الأيقونات في كنيسة آيا إيرين في إسطنبول

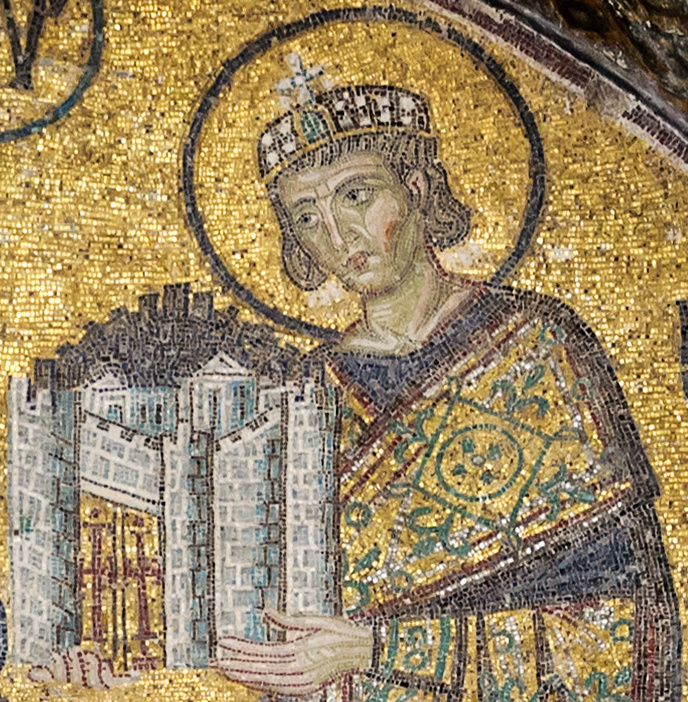
يقدم الإمبراطور قسطنطين الأول صورة لمدينة القسطنطينية كإشادة لمريم والطفل المسيح في فسيفساء هذه الكنيسة. آيا صوفيا، ق. 1000.

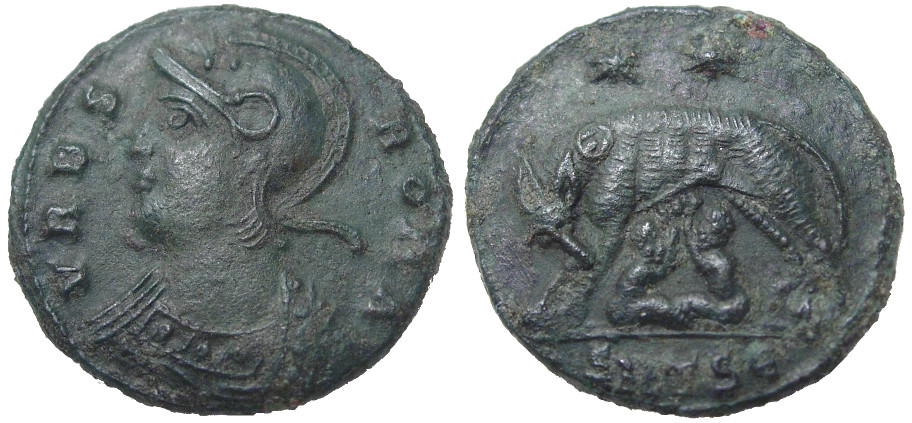
ضرب قسطنطين الأول عملة أخرى في 330-333 لإحياء ذكرى تأسيس القسطنطينية وللتأكيد أيضًا على روما كمركز تقليدي للإمبراطورية الرومانية.

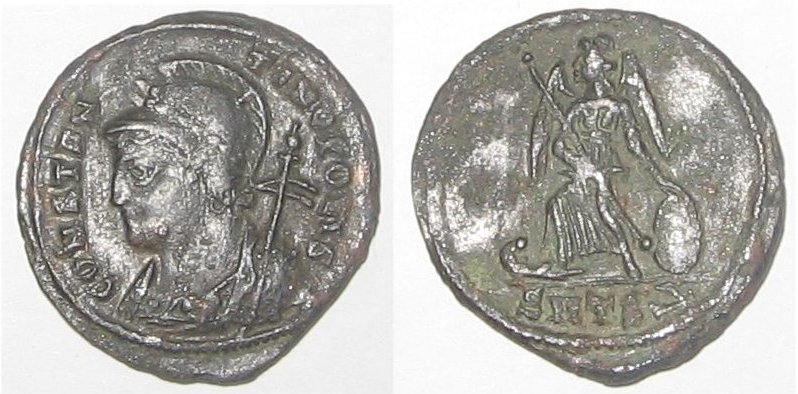
ضرب قسطنطين الأول عملة لإحياء ذكرى تأسيس القسطنطينية.

كان لدى قسطنطين خطط ملونة أكثر. بعد استعادة وحدة الإمبراطورية، وكونه في مسار الإصلاحات الحكومية الكبرى وكذلك رعايته لتوحيد الكنيسة المسيحية، كان يدرك جيدًا أن روما كانت عاصمة غير مرضية. كانت روما بعيدة جدًا عن الحدود، وبالتالي عن الجيوش والمحاكم الإمبراطورية، وقدمت ملعبًا غير مرغوب فيه للسياسيين الساخطين. ومع ذلك فقد كانت عاصمة الدولة لأكثر من ألف عام، وربما بدا من غير المعقول اقتراح نقل العاصمة إلى مكان مختلف. ومع ذلك، حدد قسطنطين موقع بيزنطة على أنه المكان المناسب: مكان يمكن للإمبراطور أن يجلس فيه، ويدافع بسهولة، مع سهولة الوصول إلى حدود الدانوب أو الفرات، حيث تم توفير بلاطه من الحدائق الغنية وورش العمل المتطورة في آسيا الرومانية، حيث ملأت خزائنه أغنى مقاطعات الإمبراطورية.
تم بناء القسطنطينية على مدى ست سنوات، وتم تكريسها في 11 مايو 330. قسم قسطنطين المدينة الموسعة، مثل روما، إلى 14 منطقة، وزينها بالأشغال العامة التي تستحق أن تكون مدينة إمبراطورية. ومع ذلك، في البداية، لم يكن لدى روما الجديدة في قسطنطين كل كرامات روما القديمة. كان يمتلك والياً، بدلاً من محافظ حضري. لم يكن بها بريتور، أطربون، أو كويستور. على الرغم من وجود أعضاء في مجلس الشيوخ، إلا أنهم حملوا لقب «كلاروس»، وليس «كلاريسيموس»، مثل تلك الموجودة في روما. كما أنها تفتقر إلى مجموعة المكاتب الإدارية الأخرى التي تنظم الإمدادات الغذائية، والشرطة، والتماثيل، والمعابد، والمجاري، والقنوات المائية، أو الأشغال العامة الأخرى. تم تنفيذ برنامج البناء الجديد بسرعة كبيرة: تم أخذ الأعمدة والرخام والأبواب والبلاط بالجملة من معابد الإمبراطورية ونقلها إلى المدينة الجديدة. بطريقة مماثلة، سرعان ما شوهدت العديد من أعظم أعمال الفن اليوناني والروماني في الساحات والشوارع. شجع الإمبراطور على البناء الخاص من خلال الوعد بهبات الأسر من الأراضي الإمبراطورية في آسيانا وبونتيكا وفي 18 مايو 332 أعلن أنه، كما في روما، توزيعات مجانية الغذاء للمواطنين.في ذلك الوقت، قيل إن المبلغ كان 80 ألف حصة غذائية في اليوم، تم توزيعها من 117 نقطة توزيع في جميع أنحاء المدينة.

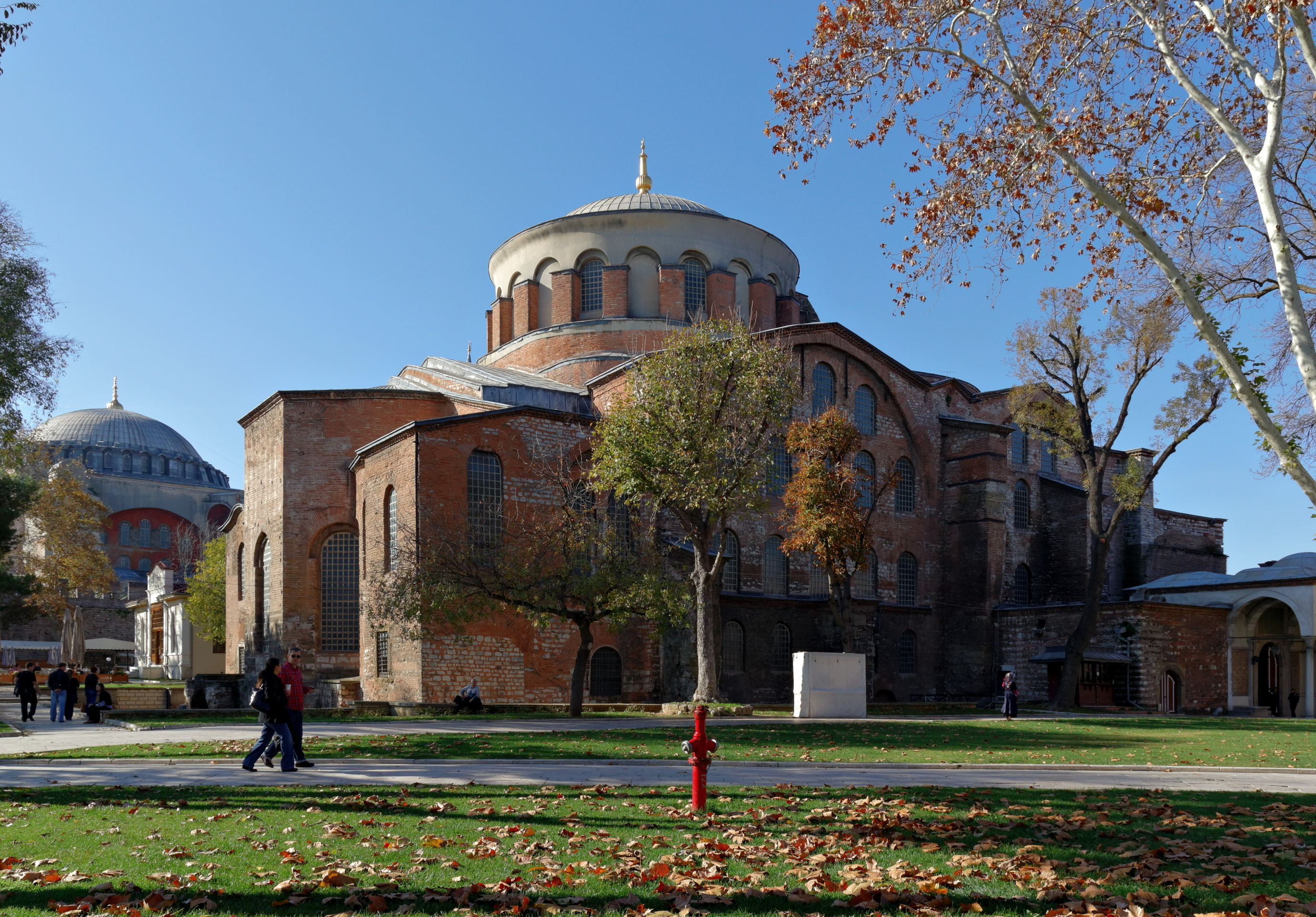
آيا إيرين هي كنيسة يونانية كنيسة أرثوذكسية شرقية تقع في الفناء الخارجي لـ قصر طوب قابي في إسطنبول. تعد إحدى الكنائس القليلة في اسطنبول التي لم يتم تحويلها إلى مسجد

وضع قسطنطين مربعًا جديدًا في وسط بيزنطة القديمة، وأطلق عليه اسم أوغستايوم. كان مجلس الشيوخ الجديد (أو كوريا) مقيمًا في بازيليك على الجانب الشرقي. على الجانب الجنوبي من الساحة الكبرى أقيمت القصر الكبير للإمبراطور بمدخله المهيب تشالك وجناحه الاحتفالي المعروف بـ قصر دافني [الإنجليزية]. بالقرب من ميدان سباق الخيل الشاسع لسباقات العربات التي تتسع لأكثر من 80.000 متفرج وحمامات زاكبيكوس الشهيرة. عند المدخل الغربي لأغسطس، كان هناك الميليون علامة الصفر ميل البيزنطية، وهو نصب مقبب تم قياس المسافات منه عبر الإمبراطورية الرومانية الشرقية.
من أوغستيوم يقود شارع كبير، ميس، تصطف مع أروقة الأعمدة. عندما نزلت التلة الأولى للمدينة وتسلقت التلة الثانية، مرت على اليسار دار الولاية أو محكمة القانون. ثم مر عبر ميدان قسنطينة البيضاوي حيث كان هناك مجلس شيوخ ثان وعمود مرتفع مع تمثال لقسطنطين نفسه على هيئة هيليوس، متوجًا بهالة من سبعة أشعة وتتطلع نحو شروق الشمس.من هناك، مرت Mese وعبر ميدان ثيودوسيوس ثم ميدان الثور، وأخيرًا عبر التل السابع (أو Xerolophus) وعبر البوابة الذهبية في سور القسطنطينية. بعد بناء أسوار ثيودوسيان في أوائل القرن الخامس، امتد إلى البوابة الذهبية، وبلغ إجمالي طولها سبعة أميال رومانية. بعد بناء أسوار ثيودوسيان، تألفت القسطنطينية من مساحة تقارب مساحة روما القديمة داخل أسوار أورليان، أو حوالي 1400 هكتار.

### القسطنطينية أثناء غزوات البرابرة وسقوط الغرب (337-529)

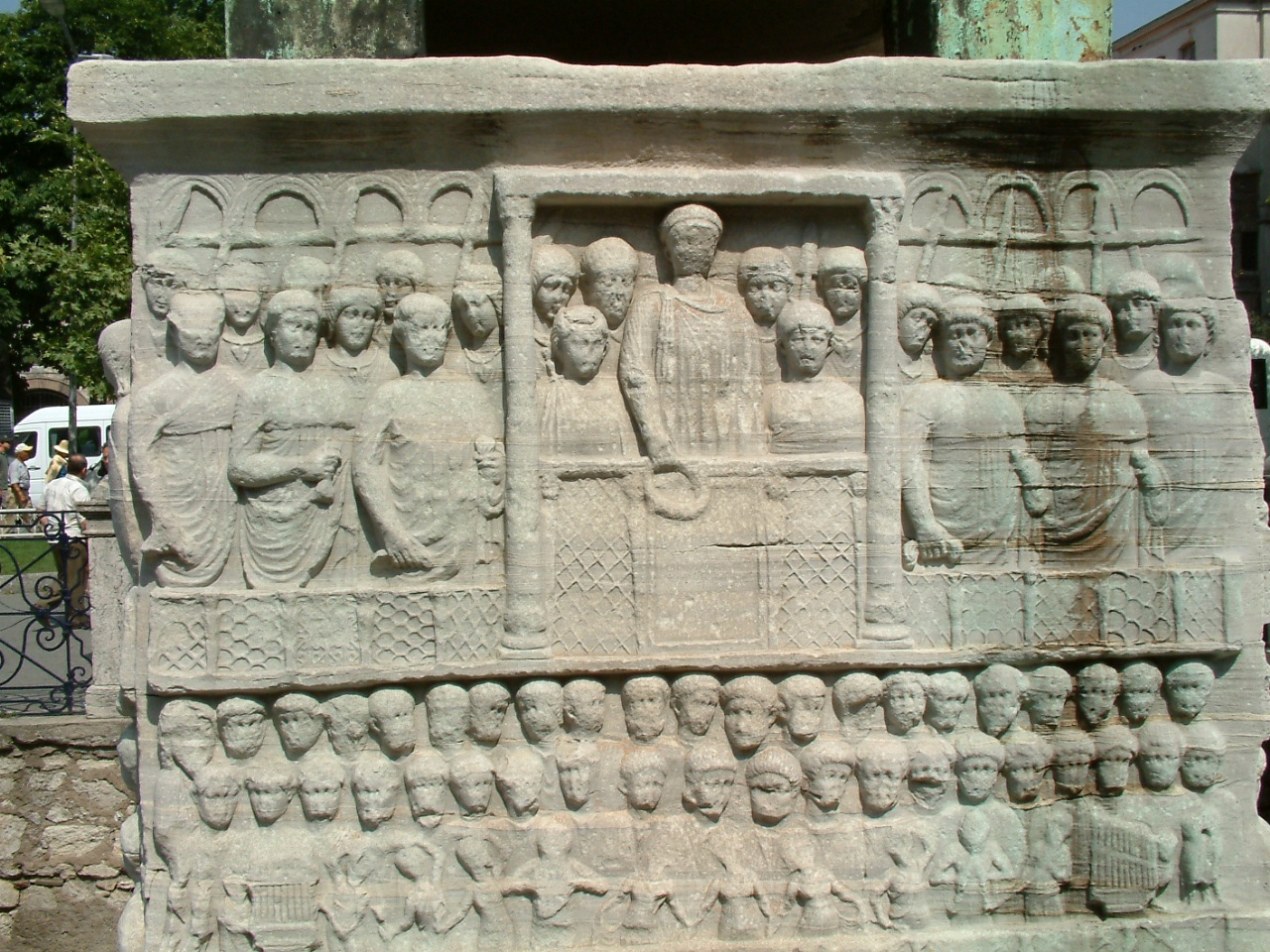
ثيودوسيوس الأول كان آخر الإمبراطور الروماني الذي حكم إمبراطورية غير مقسمة (تفاصيل من المسلة في ميدان سباق الخيل في القسطنطينية).

ازدادت أهمية القسطنطينية، لكنها كانت تدريجية. منذ وفاة قسطنطين عام 337 حتى انضمام ثيودوسيوس الأول، كان الأباطرة مقيمين فقط في السنوات 337-338، 347-351، 358-361، 368-369. تم الاعتراف بوضعها كعاصمة من خلال تعيين أول حاكم حضري معروف لمدينة هونوراتوس، الذي شغل منصبه من 11 ديسمبر 359 حتى 361. كان للمسؤولين الحضريين ولاية قضائية مشتركة على ثلاث مقاطعات في كل واحدة من الأبرشيات المجاورة لتراقيا (حيث كانت المدينة تقع)، بونتوس وآسيا مقارنة بالولاية القضائية الاستثنائية التي يبلغ طولها 100 ميل لحاكم روما. الإمبراطور فالنس، الذي كره المدينة وقضى هناك عامًا واحدًا فقط، شيد قصر هيبدومون على شاطئ Propontis بالقرب من البوابة الذهبية، ربما للاستخدام عند مراجعة القوات. تم تتويج جميع الأباطرة حتى زينون وباسيليسكيوس وتم تكريمهم في Hebdomon. ثيودوسيوس الأول أسس كنيسة يوحنا المعمدان لإيواء جمجمة القديس (المحفوظة اليوم في قصر طوب قابي)، وأقام عمودًا تذكاريًا لنفسه في منتدى برج الثور، وتحول المعبد المدمر أفروديت إلى منزل لعربات النقل ومحافظ الإمبراطور؛ قام أركاديوس ببناء منتدى جديد سمي باسمه على Mese، بالقرب من أسوار قسنطينة.
بعد صدمة معركة أدريانوبل عام 378، والتي دمر فيها الإمبراطور فالنس بزهرة الجيوش الرومانية من قبل القوط الغربيين في غضون أيام قليلة من مسيرة، بدت المدينة لدفاعاتها، وفي 413-414 ثيودوسيوس الثاني بنى 18 مترًا (60 قدمًا) - طويل تحصينات ثلاثية الجدران، والتي لم يتم اختراقها حتى مجيء البارود.أسس ثيودوسيوس أيضًا جامعة بالقرب من منتدى طوروس، في 27 فبراير 425.
ظهر أولدين، أمير الهون، على نهر الدانوب في هذا الوقت تقريبًا وتقدم إلى تراقيا، لكن هجره العديد من أتباعه، الذين انضموا إلى الرومان في قيادة ملكهم للعودة شمال النهر. بعد ذلك، تم بناء أسوار جديدة للدفاع عن المدينة وتحسن الأسطول على نهر الدانوب.

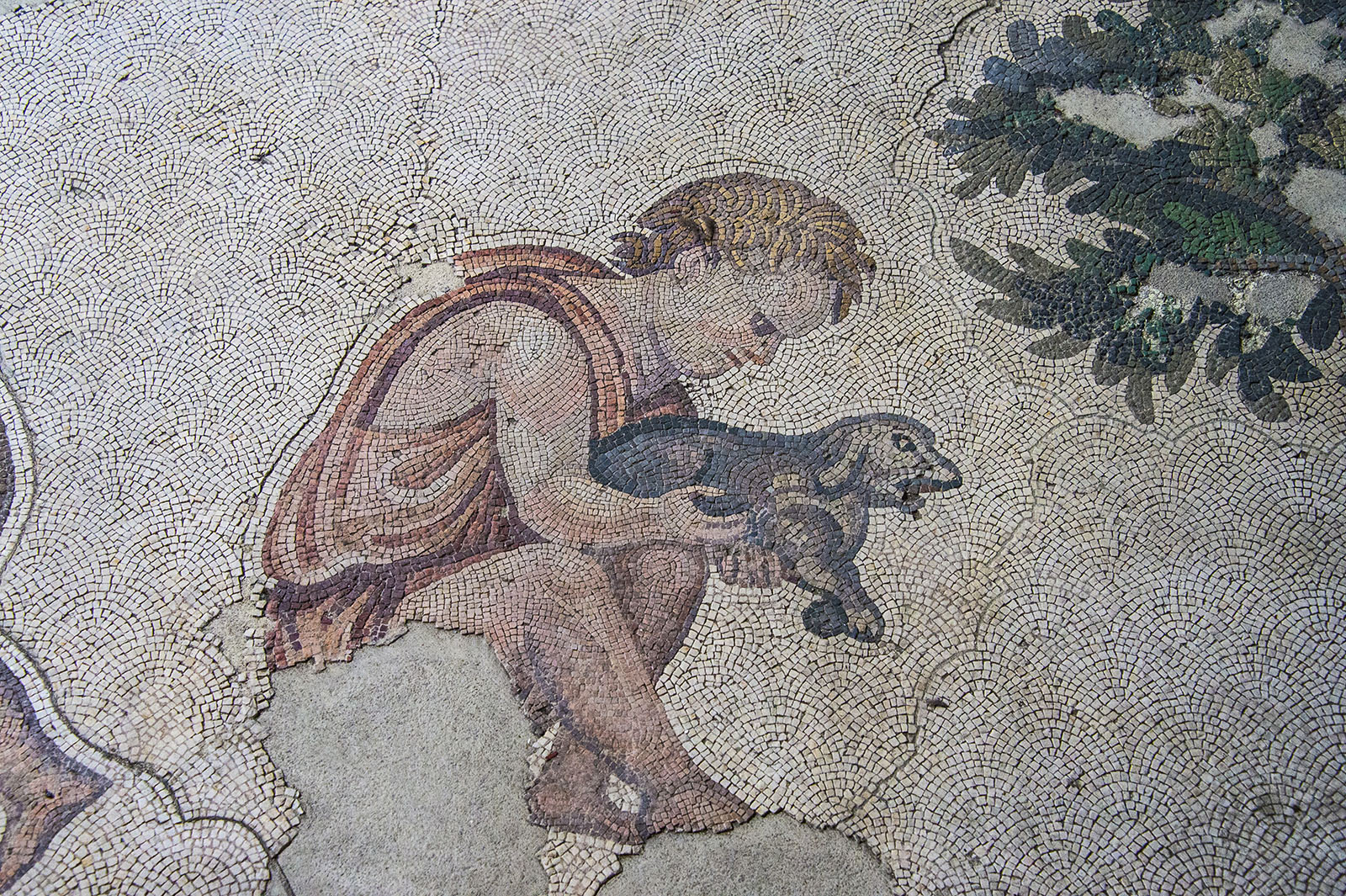
فسيفساء من قصر القسطنطينية الكبير، موجودة الآن في متحف فسيفساء القصر الكبير في اسطنبول

بعد أن اجتاح البربريون الإمبراطورية الرومانية الغربية، أصبحت القسطنطينية العاصمة بلا منازع للإمبراطورية الرومانية. لم يعد الأباطرة يتنقلون بين تيجان البلاط والقصور المختلفة. ظلوا في قصرهم في المدينة الكبرى وأرسلوا جنرالات لقيادة جيوشهم. تدفقت ثروة شرق البحر الأبيض المتوسط وغرب آسيا إلى القسطنطينية.

### القسطنطينية في عصر جستنيان (527-565)

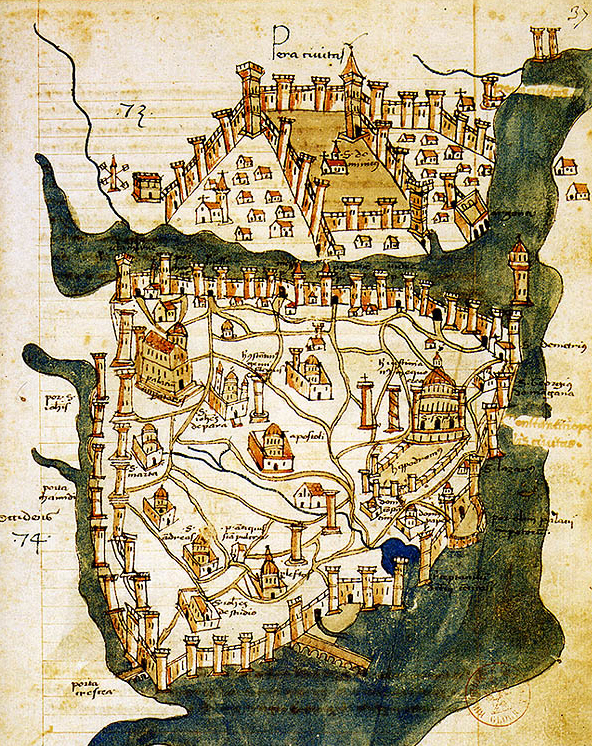
خريطة القسطنطينية (1422) لرسام الخرائط الفلورنسي كريستوفورو بونديلمونتي هي أقدم خريطة باقية للمدينة، وهي الوحيدة التي سبقت الفتح التركي للمدينة عام 1453.

تم تكليف آيا صوفيا الحالية من قبل الإمبراطور جستينيان الأول بعد تدمير السابق في أعمال شغب نيكا من 532. تم تحويلها إلى مسجد في عام 1453 عندما بدأت الإمبراطورية العثمانية وكانت متحف من عام 1935 إلى عام 2020.

اشتهر الإمبراطور جستينيان الأول (527-565) بنجاحاته في الحرب وإصلاحاته القانونية وأعماله العامة. من القسطنطينية أبحرت رحلته الاستكشافية لاستعادة أبرشية إفريقيا السابقة في 21 يونيو 533. قبل مغادرتهم، رست سفينة القائد بيليساريوس أمام القصر الإمبراطوري، وقدم البطريرك الصلاة من أجل نجاح المشروع. بعد الانتصار، في عام 534، نهب. كنز هيكل القدس من قبل الرومان في 70 م ونقله إلى قرطاج من قبل المخربون بعد نهبهم لروما عام 455، تم إحضارهم إلى القسطنطينية وإيداعهم لبعض الوقت، ربما في كنيسة القديس بوليوكتوس، قبل إعادتهم إلى القدس إما في كنيسة القيامة أو الكنيسة الجديدة.
كان سباق العربات مهمًا في روما لعدة قرون. في القسطنطينية، أصبح ميدان سباق الخيل بمرور الوقت مكانًا ذا أهمية سياسية بشكل متزايد. كان المكان (كظل للانتخابات الشعبية لروما القديمة) حيث أظهر الناس بالتزكية موافقتهم على إمبراطور جديد، وأيضًا حيث انتقدوا الحكومة علنًا، أو طالبوا بإقالة الوزراء غير المحبوبين. في زمن جستنيان، أصبح النظام العام في القسطنطينية قضية سياسية حرجة.

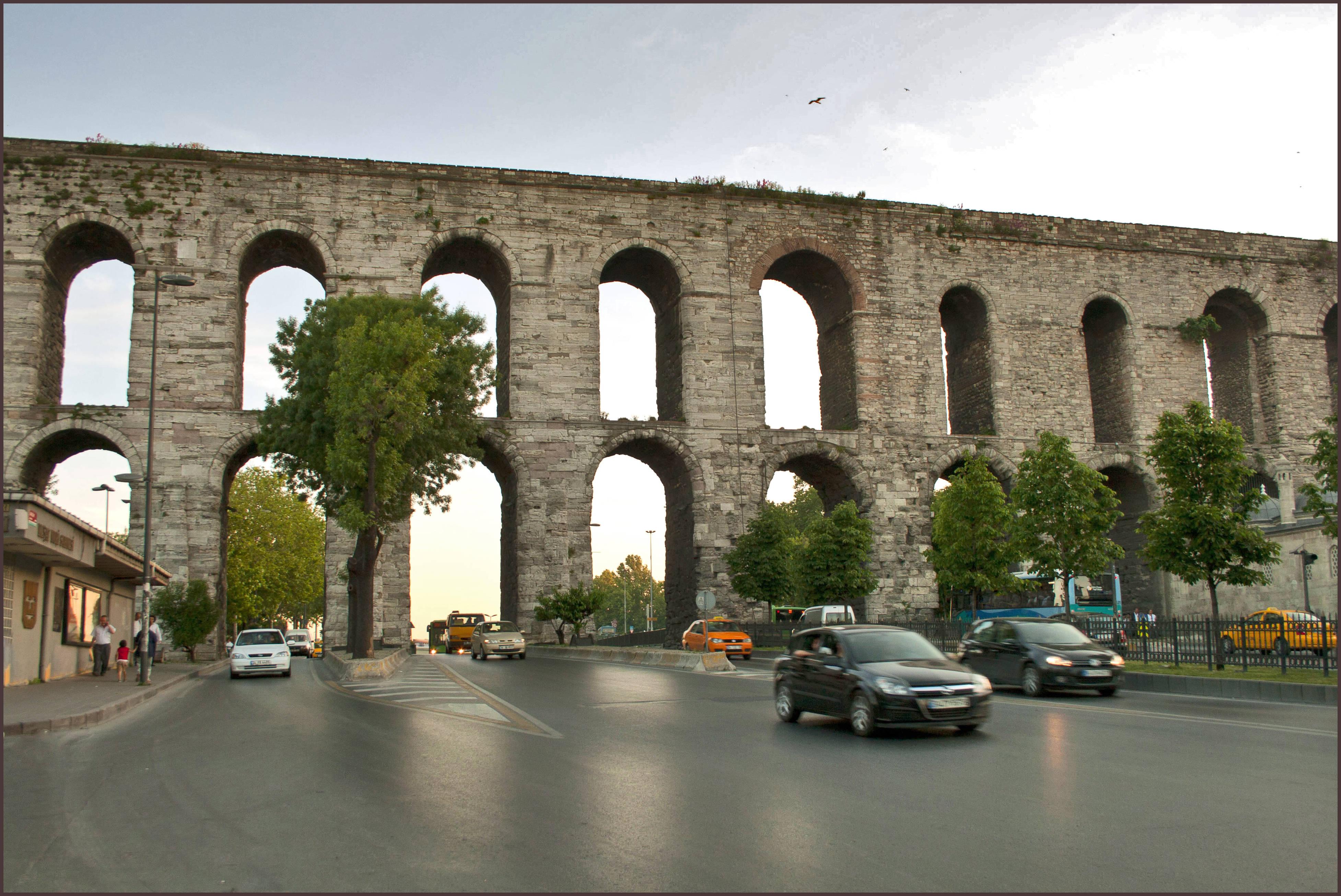
قناة Valens أكمله الإمبراطور الروماني فالنس في أواخر القرن الرابع الميلادي.

خلال الفترات الرومانية المتأخرة وأوائل العصر البيزنطي، كانت المسيحية تحل مسائل الهوية الأساسية، وأصبح الخلاف بين الأرثوذكسية مونوفيزية سببًا لاضطراب خطير، تم التعبير عنه من خلال الولاء للمركبة - حزبي البلوز والخضر. قيل أنصار البلوز والخضر للتأثير على شعر الوجه غير المشذب، حلق شعر الرأس من الأمام ونموه طويلًا في الخلف، وأكمام واسعة مشدودة عند الرسغ؛ وتشكيل عصابات للانخراط في أعمال السلب وأعمال العنف الليلية. أخيرًا اتخذت هذه الاضطرابات شكل تمرد كبير عام 532، يُعرف باسم أعمال شغب "نيكا" (من صرخة معركة «قهر!» من المتورطين).
اشتعلت النيران من قبل مثيري الشغب في نيكا واستهلكت كاتدرائية ثيودوسيان في آيا صوفيا (الحكمة المقدسة)، وكاتدرائية المدينة، التي كانت تقع شمال أوغستيوم وحلت نفسها محل البازيليكا القسطنطينية التي أسسها قسطنطين الثاني لتحل محل الكاتدرائية البيزنطية الأولى، آيا إيرين (السلام المقدس). كلف جستنيان أنتيميوس الترالسي وإيسيدور ميليتوس باستبدالها بآيا صوفيا جديدة لا تضاهى كانت هذه الكاتدرائية العظيمة للمدينة، التي قيل إن قبة الله رفعها عالياً، والتي كانت متصلة مباشرة بالقصر حتى تتمكن العائلة الإمبراطورية من حضور الخدمات دون المرور في الشوارع. تم التكريس في 26 ديسمبر 537 بحضور الإمبراطور، الذي قيل لاحقًا أنه صرخ، «يا سليمان، لقد تفوقت عليك!» خدم آيا صوفيا 600 شخص من بينهم 80 كاهناً، وتكلف بناؤها 20 ألف جنيه من الذهب.
قام جستنيان أيضًا بهدم أنثيميوس وايزيدور واستبدال كنيسة الرسل المقدسين الأصلية وآيا إيرين التي بناها قسطنطين بكنائس جديدة تحت نفس التكريس. صُممت كنيسة القديس جستنيانيك للرسل المقدسين على شكل صليب متساوٍ التسلح بخمس قباب، وزُينت بفسيفساء جميلة.كانت هذه الكنيسة ستبقى مكان دفن الأباطرة من قسطنطين نفسه حتى القرن الحادي عشر. عندما سقطت المدينة في يد الأتراك عام 1453، هُدمت الكنيسة لإفساح المجال أمام قبر محمد الفاتح الثاني. كان جستنيان مهتمًا أيضًا بالجوانب الأخرى للبيئة المبنية في المدينة، حيث أصدر تشريعات ضد إساءة استخدام القوانين التي تحظر البناء في الداخل 100 قدم (30 م) من واجهة البحر، من أجل حماية المنظر.
خلال فترة حكم جستنيان الأول، بلغ عدد سكان المدينة حوالي 500000 نسمة. ومع ذلك، فقد تضرر النسيج الاجتماعي للقسطنطينية أيضًا بظهور طاعون جستنيان بين 541-542 م. قتل ربما 40٪ من سكان المدينة.

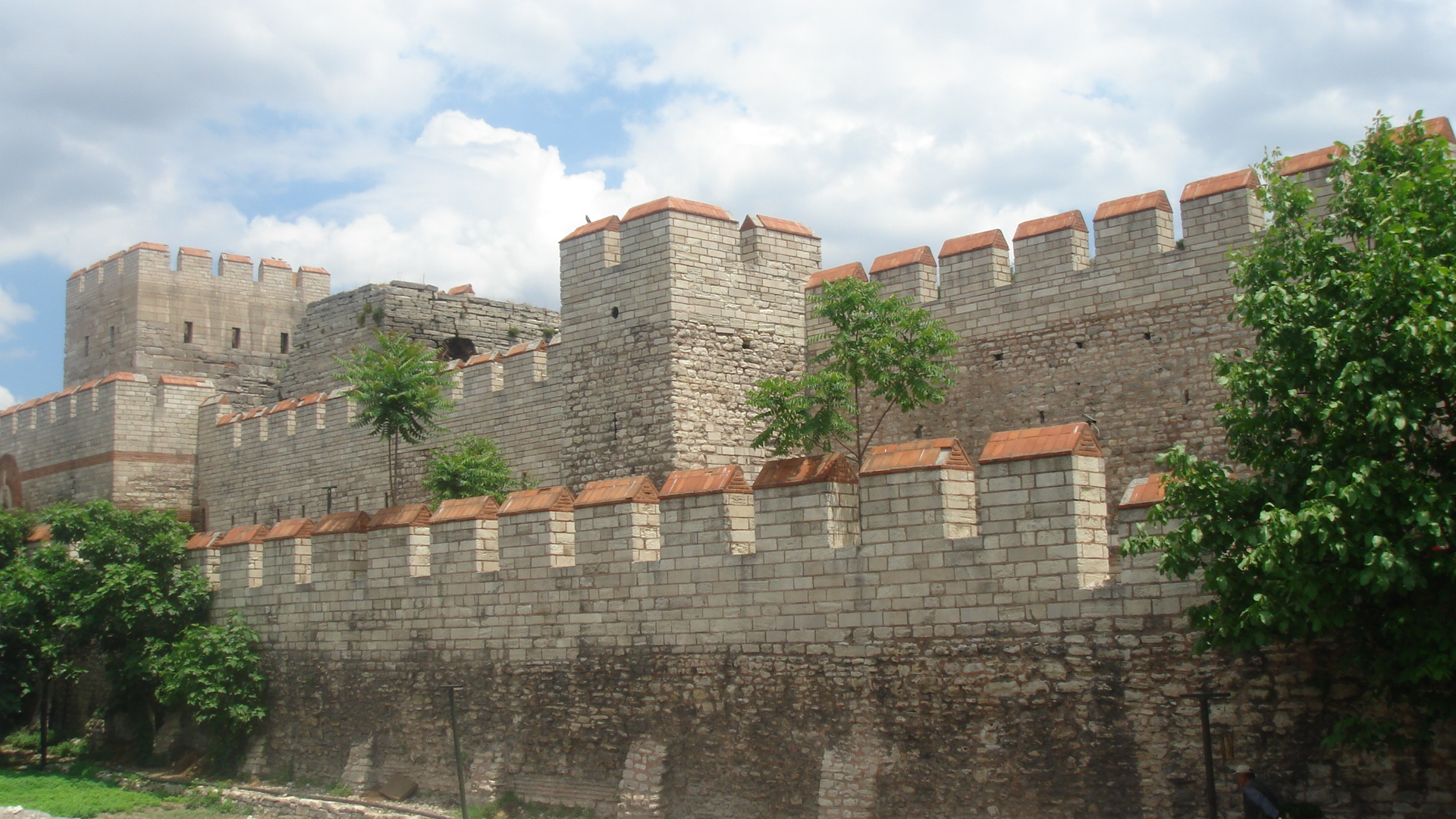
قسم مرمم من التحصينات (أسوار ثيودوسيان) التي كانت تحمي القسطنطينية خلال فترة القرون الوسطى.

### القسطنطينية خلال العصور البيزنطية المظلمة (565-717)
في أوائل القرن السابع، طغى الأفار ولاحقًا البلغار على الكثير من البلقان، مهددين القسطنطينية بهجوم من الغرب. في الوقت نفسه، اجتاح الساسانيون بلاد فارس ولاية الشرق وتوغلوا بعمق في الأناضول. هرقل، ابن إكسارخ إفريقيا، أبحر إلى المدينة وتولى العرش. وجد الوضع العسكري مروعًا لدرجة أنه قيل إنه فكر في سحب العاصمة الإمبراطورية إلى قرطاج، لكنه رجع بعد أن توسل إليه أهل القسطنطينية بالبقاء. فقد المواطنون حقهم في الحصول على الحبوب المجانية عام 618 عندما أدرك هرقل أن المدينة لم يعد من الممكن إمدادها من مصر نتيجة الحروب الفارسية: فقد انخفض عدد السكان نتيجة لذلك.

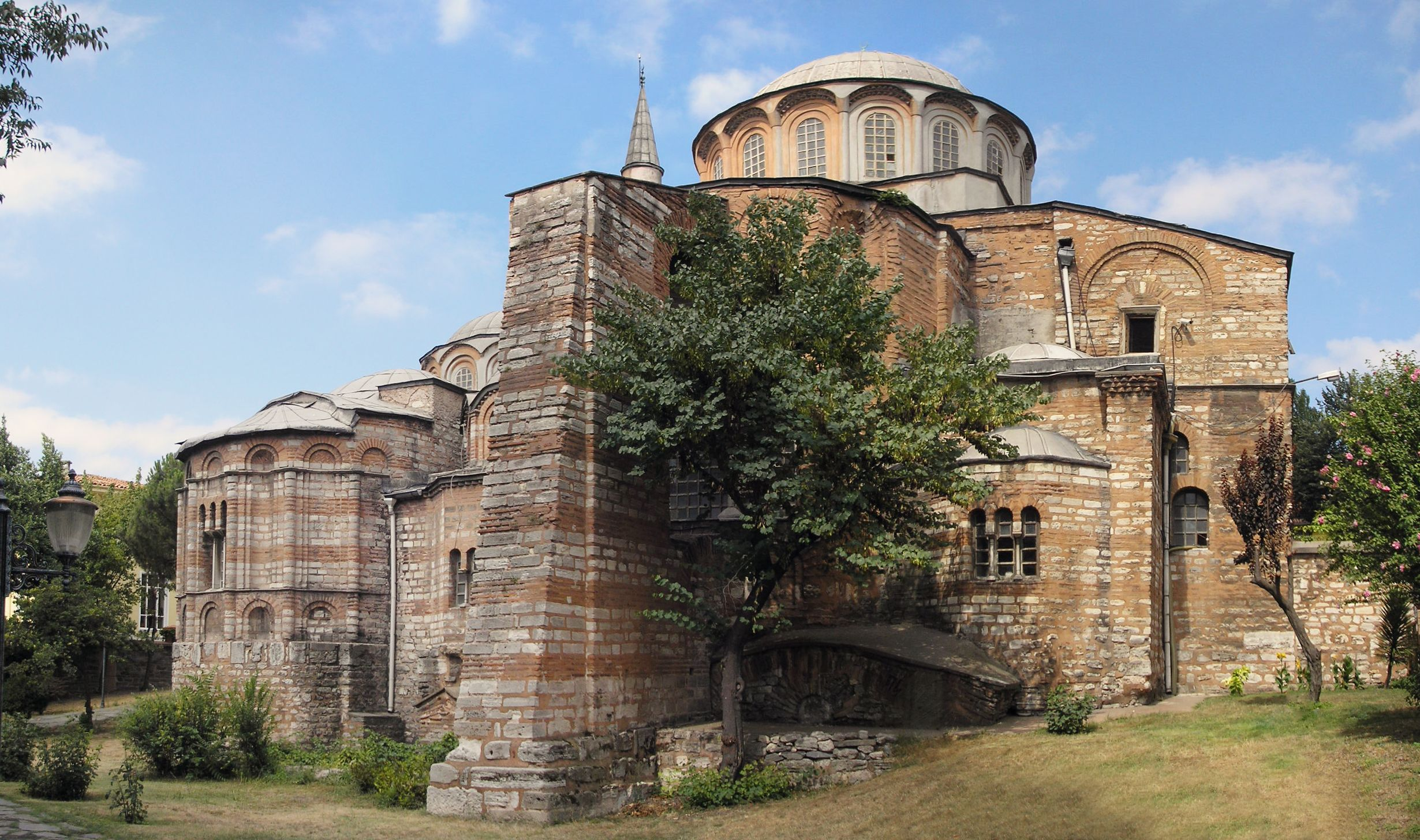
كنيسة خورا الكنيسة البيزنطية اليونانية الأرثوذكسية في العصور الوسطى محفوظة كمتحف شورا في حي إديرنيكابي اسطنبول.

في حين صمدت المدينة حصار من قبل الساسانيين والأفار في 626، شن هرقل حملة في عمق الأراضي الفارسية وأعاد لفترة وجيزة «الوضع الراهن» في عام 628، عندما استسلم الفرس لكل ما لديهم الفتوحات. ومع ذلك، تبع المزيد من الحصار الفتوحات العربية، أولاً من 674 إلى 678 ثم في 717 إلى 718. أسوار ثيودوسيان أبقت المدينة منيعة من الأرض، بينما سمحت مادة حارقة تم اكتشافها حديثًا تعرف باسم النيران الإغريقية سمحت البحرية البيزنطية بتدمير الأساطيل العربية والحفاظ على إمداد المدينة. في الحصار الثاني، قدم الحاكم الثاني لـ بلغاريا، خان تيرفل مساعدة حاسمة. أطلق عليه لقب «منقذ أوروبا».

### القسطنطينية خلال عصر النهضة المقدونية (717-1025)

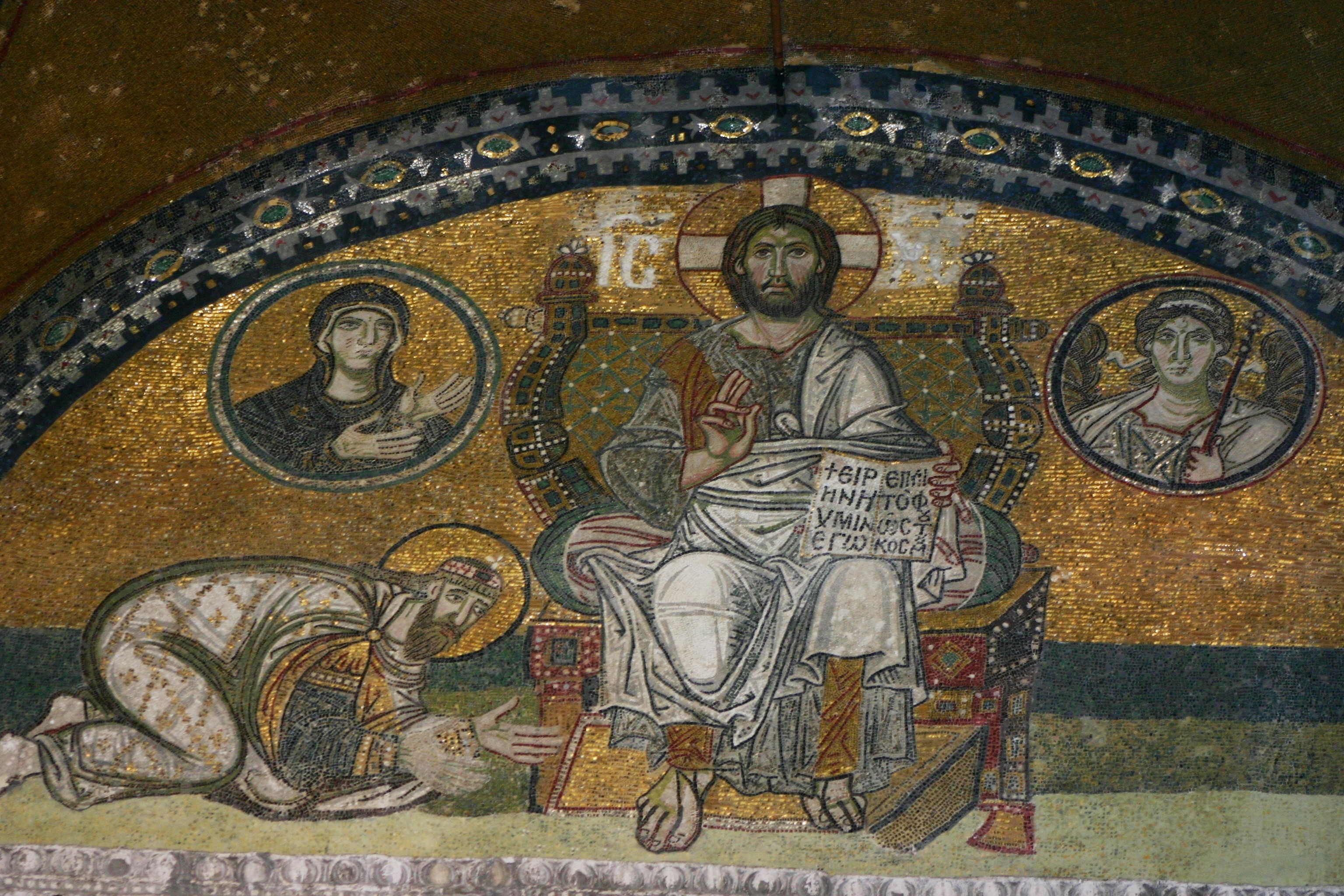
الإمبراطور ليو السادس (886-912) عبادة يسوع المسيح. فسيفساء فوق البوابة الإمبراطورية في آيا صوفيا.

في الثلاثينيات من القرن السابع، أجرى ليو الثالث إصلاحات واسعة النطاق لجدران ثيودوسيان، التي تضررت بسبب الهجمات المتكررة والعنيفة. تم تمويل هذا العمل من خلال ضريبة خاصة على جميع رعايا الإمبراطورية.
ثيودورا، أرملة الإمبراطور ثيوفيلوس (توفي 842)، كانت بمثابة الوصي على العرش أثناء أقلية ابنها مايكل الثالث، الذي قيل إنه تعرّف على العادات الفاسدة من قبل شقيقها برداس. عندما تولى مايكل السلطة في عام 856، أصبح معروفًا بالسكر المفرط، وظهر في ميدان سباق الخيل كقائد للعربة، وسخر من المواكب الدينية لرجال الدين. نقل ثيودورا من القصر الكبير إلى قصر كاران وبعد ذلك إلى دير غاستريا، ولكن بعد وفاة برداس، أطلق سراحها لتعيش في قصر سانت ماماس ؛ كان لديها أيضًا سكن ريفي في قصر الأنثيميان، حيث اغتيل مايكل في 867.
في عام 860، تم شن هجوم على المدينة من قبل إمارة جديدة أقيمت قبل بضع سنوات في كييف من قبل أسكولد ودير، وهما رئيسان فارانجيان: مرت مائتا سفينة صغيرة عبر مضيق البوسفور ونهبت الأديرة والممتلكات الأخرى في ضواحي جزر الأمراء. أوريفاس، أميرال الأسطول البيزنطي، نبه الإمبراطور مايكل، الذي دفع الغزاة على الفور إلى الفرار. لكن فجائية ووحشية الهجوم تركت انطباعًا عميقًا لدى المواطنين.
في عام 980، تلقى الإمبراطور باسيل الثاني هدية غير عادية من الأمير فلاديمير من كييف: 6000 فارانجيا محاربًا، شكلهم باسيل حارسًا شخصيًا جديدًا يعرف باسم حرس فارانجي. كانوا معروفين بشراستهم وشرفهم وولائهم. يقال أنه في عام 1038، تم تفريقهم في أحياء شتوية في ثيمة ثريسيان عندما حاول أحدهم انتهاك مواطنة، لكنها في الصراع استولت على سيفه وقتلته ؛ وبدلاً من الانتقام، أشاد رفاقه بسلوكها، وعوضوها بكل ما لديه، وضحوا جسده دون دفنه وكأنه انتحر. ومع ذلك، بعد وفاة الإمبراطور، أصبحوا معروفين أيضًا بالنهب في القصور الإمبراطورية. لاحقًا في القرن الحادي عشر، أصبح الحرس الفارانجي تحت سيطرة الأنجلو ساكسون الذين فضلوا أسلوب الحياة هذا على إخضاع ملوك إنجلترا النورمان الجدد.

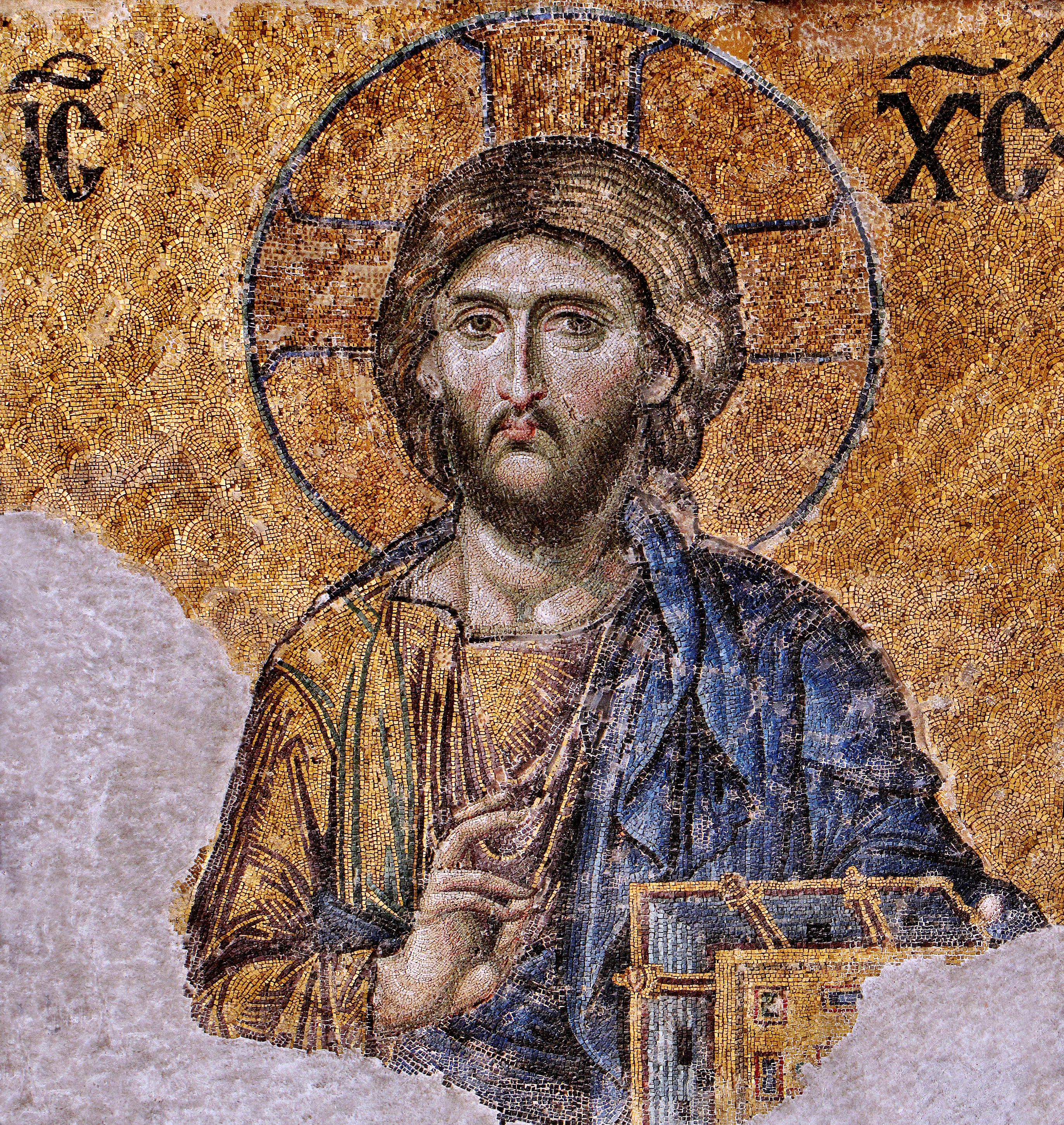
واحدة من أشهر الفسيفساء البيزنطية الباقية من آيا صوفيا في القسطنطينية - صورة المسيح بانتوكراتور على جدران الرواق الجنوبي العلوي، حيث يحيط بالمسيح مريم العذراء ويوحنا المعمدان ؛ حوالي 1261

يعطي «كتاب الأبرش»، الذي يعود إلى القرن العاشر، صورة مفصلة عن الحياة التجارية للمدينة وتنظيمها في ذلك الوقت. كانت الشركات التي نظم فيها تجار القسطنطينية تحت إشراف الأبرشية، التي كانت تنظم أمورًا مثل الإنتاج والأسعار والاستيراد والتصدير. كان لكل نقابة احتكارها الخاص، وقد لا ينتمي التجار إلى أكثر من واحد. إنه دليل مثير للإعجاب على قوة التقاليد كم لم تتغير هذه الترتيبات منذ أن تم إنشاء المكتب، الذي كان معروفًا بالنسخة اللاتينية من عنوانه، في عام 330 ليعكس المحافظة الحضرية في روما.
في القرنين التاسع والعاشر، كان عدد سكان القسطنطينية يتراوح بين 500000 و 800000 نسمة.

فسيفساء السيد المسيح في جامع الفاتحية، إسطنبول..

### جدل تحطيم الأيقونات في القسطنطينية
في القرنين الثامن والتاسع، تسببت حركة تحطيم الايقونات التقليدية البيزنطية في اضطرابات سياسية خطيرة في جميع أنحاء الإمبراطورية. أصدر الإمبراطور ليو الثالث مرسوماً عام 726 ضد الصور، وأمر بتدمير تمثال للمسيح على أحد أبواب تشالك، وهو فعل قاومه المواطنون بشدة. استدعى قسطنطين الخامس مجمع هييرية عام 754، الذي أدان عبادة الصور، وبعد ذلك تم تكسير العديد من الكنوز أو حرقها أو تلوينها بصور الأشجار أو الطيور أو الحيوانات: واحد يشير المصدر إلى كنيسة العذراء القديسة في بلاشيرناي على أنها تحولت إلى «متجر فواكه وطيور». بعد وفاة ابنها ليو الرابع عام 780، أعادت الإمبراطورة أيرين تبجيل الصور من خلال وكالة مجمع نيقية الثاني في 787.
عاد الجدل حول محرقة الأيقونات في أوائل القرن التاسع، إلا أنه تم حله مرة أخرى في عام 843 خلال فترة حكم الإمبراطورة ثيودورا، التي أعادت ترميم الأيقونات. ساهمت هذه الخلافات في تدهور العلاقات بين الكنائس الغربية والشرقية.

### القسطنطينية بعد باسيل الثاني (1025-1081)

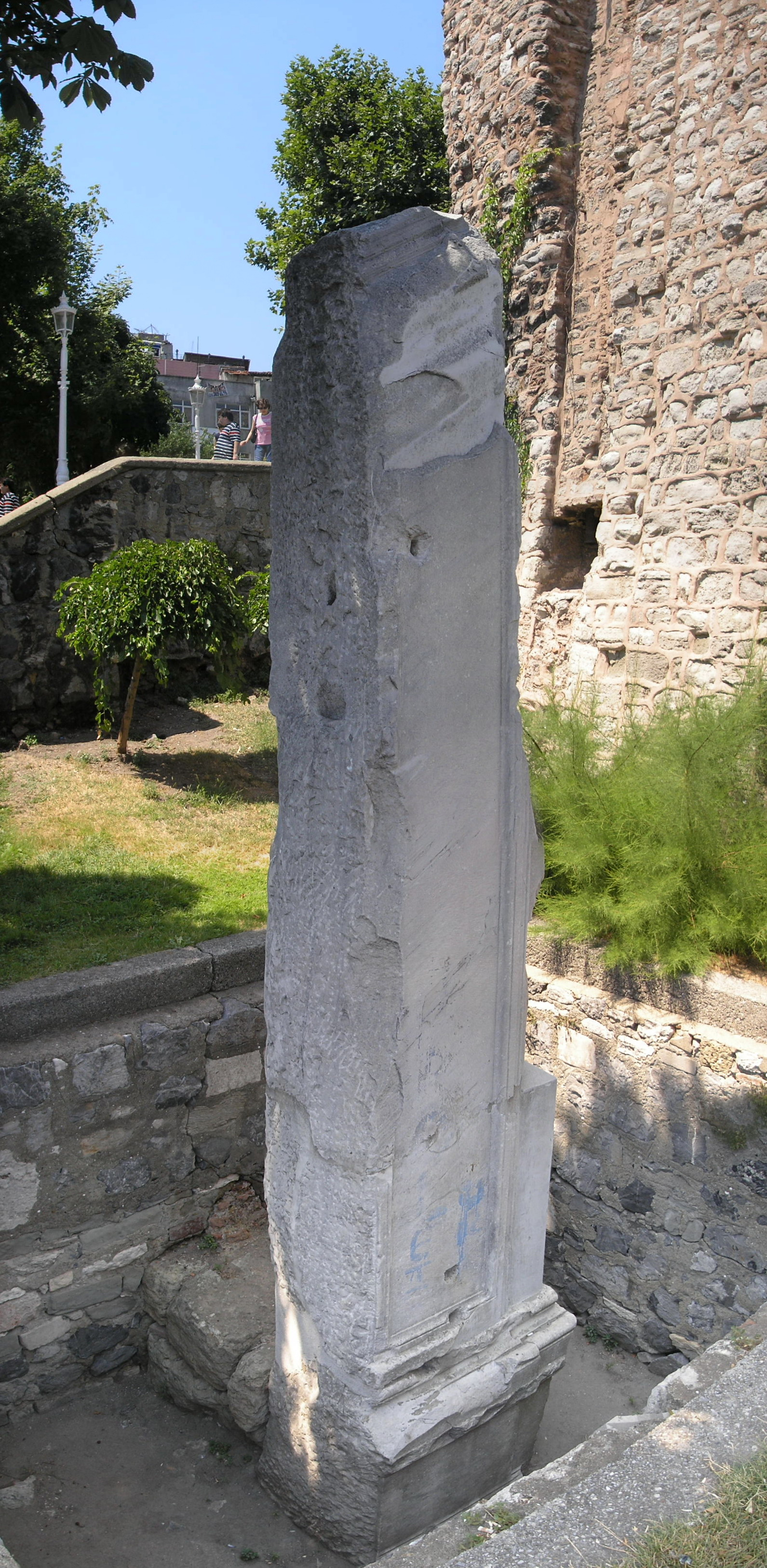
جزء من ميليون (باليونانية: Μίλ (λιον)، نصب علامة ميل

في أواخر القرن الحادي عشر، ضرب الكارثة مع الهزيمة غير المتوقعة والكفاءة للجيوش الإمبراطورية في معركة مانزيكرت في أرمينيا في 1071. تم القبض على الإمبراطور رومانوس إن شروط السلام التي يطلبها ألب أرسلان، سلطان أتراك السلجوق، لم تكن مفرطة، وقبلهم الرنوس. ومع ذلك، وجد رومانوس أن الأعداء وضعوا مرشحهم الخاص في العرش في غيابه؛ استسلم لهم وعانى من الموت بالتعذيب، والمسطرة الجديدة، مايكل السابع رفض دوكاس، أن تكريم المعاهدة. وردا على ذلك، بدأ الأتراك في الانتقال إلى الأناضول في عام 1073. انهيار النظام الدفاعي القديم يعني أنهم لم يلتقوا أي معارضة، وكانت موارد الإمبراطورية يصرف انتباهي وتندبها في سلسلة من الحروب الأهلية. الآلاف من تركمان عبرت قبائل القبائل الحدود غير المحررة وانتقلت إلى الأناضول. بحلول عام 1080، فقدت منطقة ضخمة أمام الإمبراطورية، وكان الأتراك في مسافة مذهلة من القسطنطينية.

### القسطنطينية تحت حكم الكومنيني (1081-1185)

الإمبراطورية البيزنطية بقيادة مانويل الأول، ق. 1180.

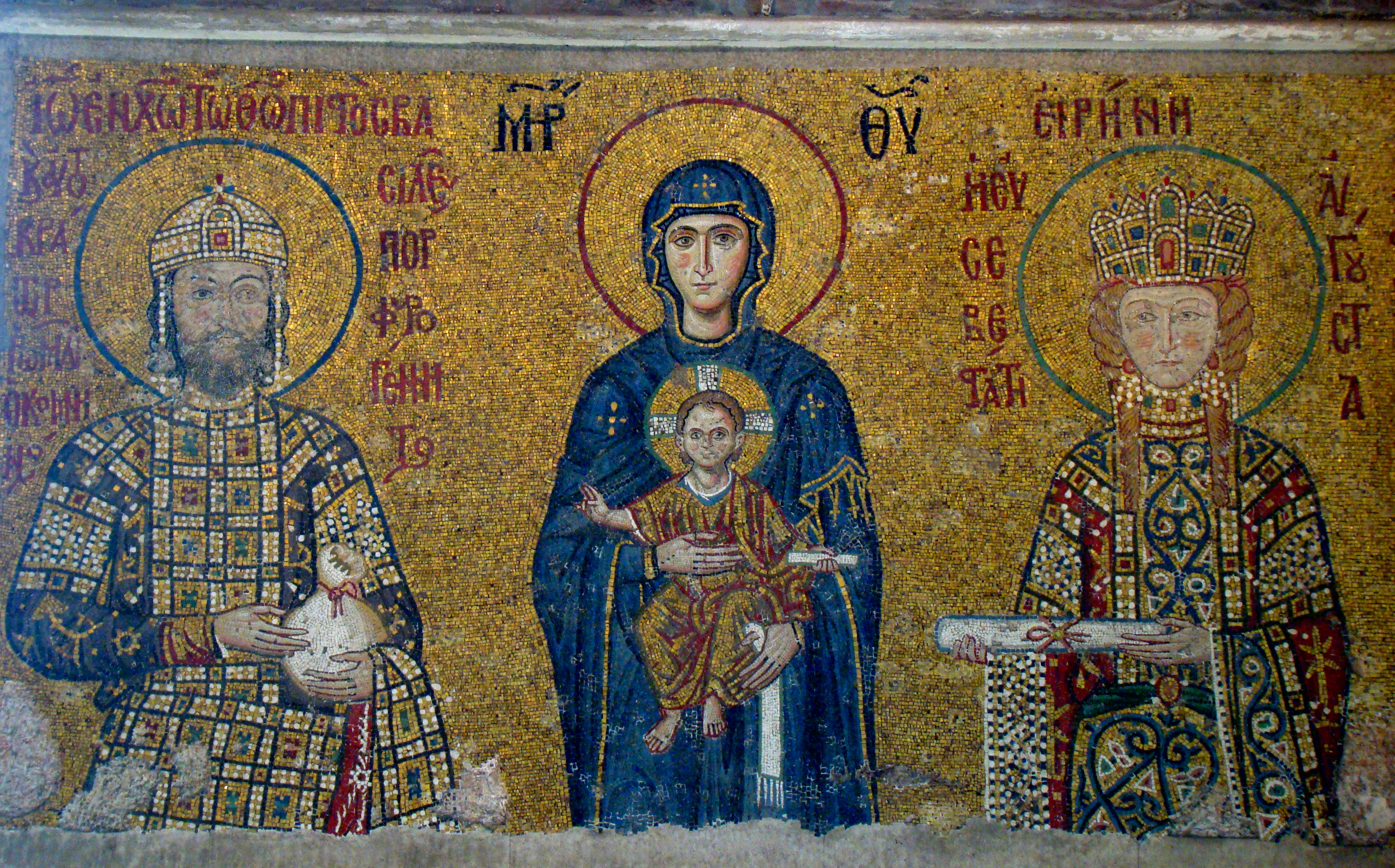
القرن الثاني عشر فسيفساء من الرواق العلوي آيا صوفيا، القسطنطينية. يظهر الإمبراطور يوحنا الثاني (1118-1143) على اليسار، مع مريم العذراء والرضيع يسوع في الوسط، وقريب جون الإمبراطورة إيرين على اليمين.

في عهد السلالة الكومنية (1081-1185)، حققت بيزنطة انتعاشًا ملحوظًا. في 1090-1091، وصل بدو البجناك إلى أسوار القسطنطينية، حيث قام الإمبراطور ألكسيوس الأول بمساعدة قفجاق بإبادة جيشهم. استجابة لنداء المساعدة من ألكسيوس الأول، اجتمعت الحملة الصليبية الأولى في القسطنطينية عام 1096، لكنها رفضت وضع نفسها تحت القيادة البيزنطية المحددة لـ القدس بمفردها الحساب. بنى يوحنا الثاني دير البانتوكراتور (سبحانه وتعالى) بمستشفى للفقراء البالغ عددهم 50 سريرا.
مع استعادة الحكومة المركزية الراسخة، أصبحت الإمبراطورية ثرية بشكل مذهل. كان عدد السكان في ازدياد (تختلف تقديرات القسطنطينية في القرن الثاني عشر من حوالي 100000 إلى 500000)، وازدهرت البلدات والمدن في جميع أنحاء العالم. في غضون ذلك، زاد حجم الأموال المتداولة بشكل كبير. انعكس هذا في القسطنطينية من خلال بناء قصر بلاخيرنا، وإنشاء أعمال فنية رائعة جديدة، والازدهار العام في هذا الوقت: قد تكون الزيادة في التجارة، التي أصبحت ممكنة من خلال نمو دول المدن الإيطالية، قد ساعدت في نمو الاقتصاد. من المؤكد أن الفينيسيين وغيرهم كانوا تجارًا نشطين في القسطنطينية، ويكسبون لقمة العيش من شحن البضائع بين الممالك الصليبية أووتريمر والغرب، بينما كانوا يتاجرون أيضًا على نطاق واسع مع بيزنطة ومصر. كان لدى الفينيسيين مصانع على الجانب الشمالي من القرن الذهبي، وكانت أعداد كبيرة من الغربيين موجودة في المدينة طوال القرن الثاني عشر. قرب نهاية عهد مانويل الأول كومنينوس، بلغ عدد الأجانب في المدينة حوالي 60.000-80.000 شخص من إجمالي عدد السكان البالغ حوالي 400.000 نسمة. في عام 1171، احتوت القسطنطينية أيضًا على مجتمع صغير من 2500 يهودي. في عام 1182، تم ذبح معظم سكان القسطنطينية اللاتينيين (أوروبا الغربية) والتي تم تسميتها بمذبحة اللاتين.

من الناحية الفنية، كان القرن الثاني عشر فترة مثمرة للغاية. كان هناك انتعاش في فن الفسيفساء، على سبيل المثال: أصبحت الفسيفساء أكثر واقعية وحيوية، مع زيادة التركيز على تصوير الأشكال ثلاثية الأبعاد. كان هناك طلب متزايد على الفن، مع حصول المزيد من الناس على الثروة اللازمة لتكليف ودفع مقابل مثل هذا العمل. وفقًا لـ NH Baynes (`` بيزنطة، مقدمة للحضارة الرومانية الشرقية ):
من القرن العاشر إلى القرن الثاني عشر، كانت بيزنطة المصدر الرئيسي لإلهام الغرب.  تكشف فسيفساء القديس مرقس في البندقية وكاتدرائية تورسيلو بوضوح عن أصلها البيزنطي، من خلال الأسلوب والترتيب والأيقونات.  وبالمثل، فإن كنيسة بالاتين وكنيسة مارتورانا في باليرمو وكاتدرائية سيفالو، جنبًا إلى جنب مع الزخرفة الواسعة للكاتدرائية في Monreale، توضح  تأثير بيزنطة على نورمان بلاط صقلية في القرن الثاني عشر. الفن الإسباني - موريون مشتق بلا شك من البيزنطية.  يعود الفضل في فن رومانسكي في الكثير إلى الشرق، حيث استعارت منه ليس فقط أشكالها الزخرفية، ولكن أيضًا مخطط بعض مبانيها، كما ثبت، على سبيل المثال، من قبل الكنائس المقببة في جنوب غرب فرنسا.  أمراء كييف، الكلاب الفينيسية، رؤساء دير مونتيكاسينو، تجار أمالفي، وملوك صقلية جميعهم نظروا إلى بيزنطة بحثًا عن فنانين أو أعمال  فن.كان هذا هو تأثير الفن البيزنطي في القرن الثاني عشر، حيث أصبحت كل من روسيا والبندقية وجنوب إيطاليا وصقلية مراكز إقليمية مكرسة لإنتاجه ".

### القسطنطينية أثناء النفي الإمبراطوري (1185-1261)

كنيسة باماكاريستوس فسيفساء للقديس أنتوني، أب الصحراء

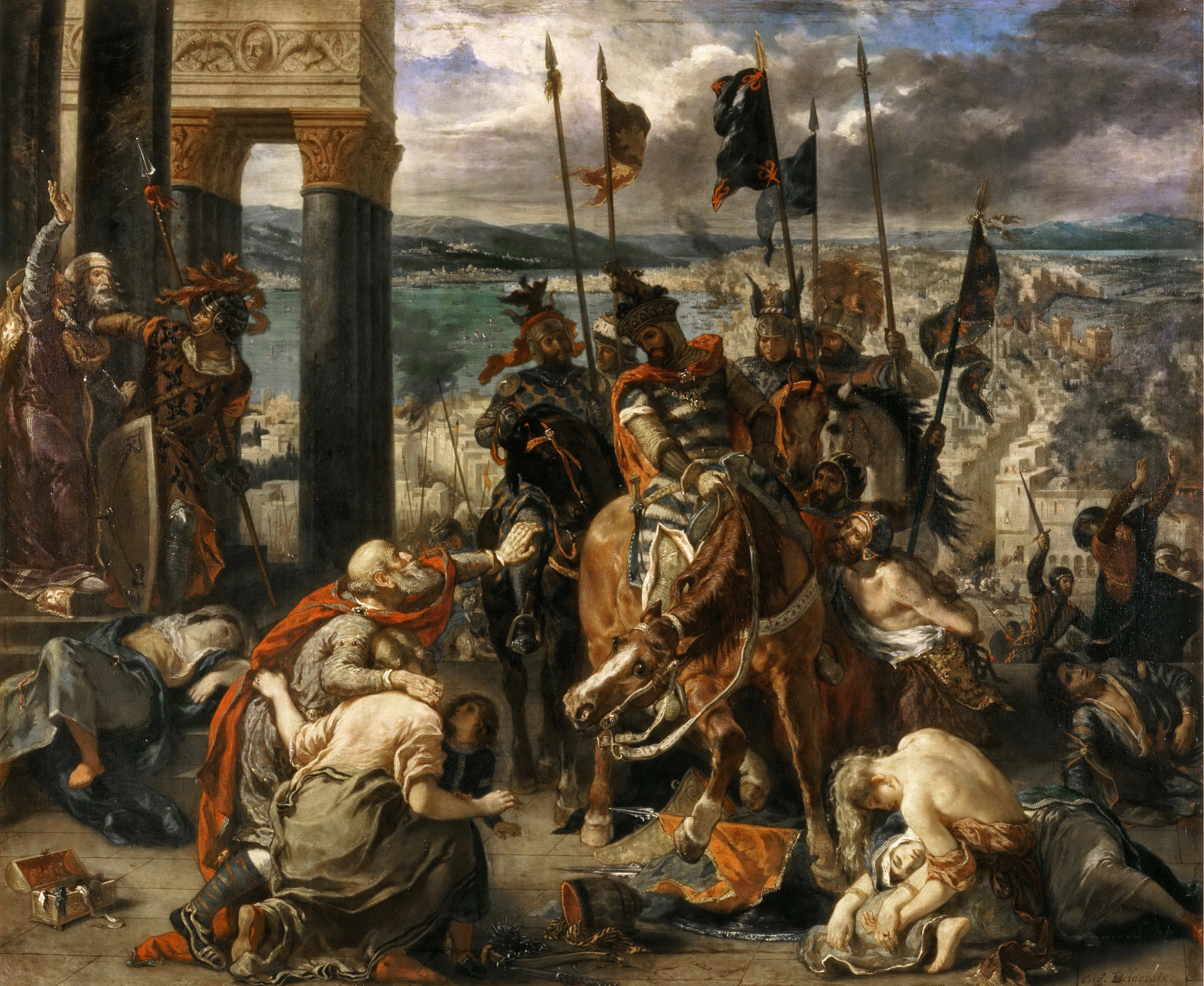
دخول الصليبيين إلى القسطنطينية ، رسم يوجين ديلاكروا، 1840.

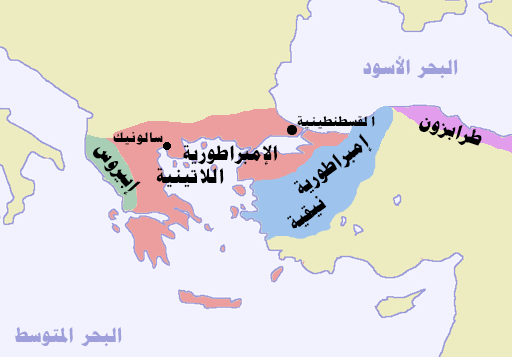
الإمبراطورية اللاتينية، إمبراطورية نيقية، إمبراطورية طرابزون، وإمارة إبيروس. الحدود غير مؤكدة للغاية.

في 25 يوليو 1197، ضربت القسطنطينية حريق شديد التي أحرقت الحي اللاتيني والمنطقة المحيطة ببوابة Droungarios ((بالتركية: Odun Kapısı)) على جولدن بوق. ومع ذلك، فإن الدمار الذي أحدثته حريق 1197 كان باهتًا مقارنة بتلك التي أحدثها الصليبيون. في سياق مؤامرة بين فيليب السوابي، بونيفاس مونتفيرات ودوجي البندقية، تم تحويل الحملة الصليبية الرابعة، على الرغم من الحرمان البابوي، إلى 1203 ضد القسطنطينية، ظاهريًا يروج لمزاعم ألكسيوس، ابن الإمبراطور المخلوع إسحاق. لم يقم الإمبراطور الحاكم ألكسيوس الثالث بأي تحضير.احتل الصليبيون غلطة، وكسروا السلسلة الدفاعية التي تحمي القرن الذهبي، ودخلوا الميناء، حيث اخترقوا الأسوار البحرية في 27 يوليو: فر ألكسيوس الثالث. لكن ألكسيوس الرابع الجديد وجد أن الخزانة غير كافية، ولم يكن قادرًا على تقديم المكافآت التي وعد بها حلفائه الغربيين. ازداد التوتر بين المواطنين والجنود اللاتينيين. في يناير 1204، أثار «protovestiarius» ألكسيوس مورزوفلس أعمال شغب، يُفترض، لتخويف أليكسيوس الرابع، لكن نتيجتها الوحيدة كانت تدمير التمثال العظيم لـ أثينا بروماخوس، العمل من فيدياس، التي وقفت في المنتدى الرئيسي المواجه للغرب. في فبراير 1204، قام الشعب مرة أخرى: تم سجن ألكسيوس الرابع وإعدامه، وأخذ مورزوفلوس اللون الأرجواني ألكسيوس الخامس. قام ببعض المحاولات لترميم الجدران وتنظيم المواطنين، لكن لم تكن هناك فرصة لجلب قوات من المحافظات وأصيب الحراس بالإحباط بسبب الثورة. فشل هجوم شنه الصليبيون في 6 أبريل، ولكن نجح هجوم ثان من القرن الذهبي في 12 أبريل، وتدفق الغزاة. فر ألكسيوس الخامس. اجتمع مجلس الشيوخ في آيا صوفيا وعرض التاج على ثيودور لاسكاريس، الذي تزوج من عائلة أنجليد، لكن الأوان كان قد فات. خرج مع البطريرك إلى المعلم الذهبي قبل القصر الكبير وخاطب حرس فارانجيان. ثم هرب الاثنان مع العديد من النبلاء وذهبا إلى آسيا. بحلول اليوم التالي، تم تثبيت دوجي والزعماء الفرنجة في القصر الكبير، وسلمت المدينة للنهب لمدة ثلاثة أيام.

كتب السير ستيفن رونسيمان، مؤرخ الحروب الصليبية، أن نهب القسطنطينية «لا مثيل له في التاريخ».
خلال نصف القرن التالي، كانت القسطنطينية مقر الإمبراطورية اللاتينية. في ظل حكم الإمبراطورية اللاتينية، تدهورت المدينة، سواء من حيث عدد السكان أو في حالة مبانيها. تذكر أليس ماري تالبوت أن عدد سكان القسطنطينية يقدر بـ 400.000 نسمة ؛ بعد الدمار الذي ألحقه الصليبيون بالمدينة، كان حوالي الثلث بلا مأوى، وتبع العديد من رجال الحاشية والنبلاء ورجال الدين الأعلى شخصيات قيادية مختلفة إلى المنفى. ويخلص تالبوت إلى أنه «نتيجة لذلك أصبحت القسطنطينية خالية من السكان بشكل خطير».

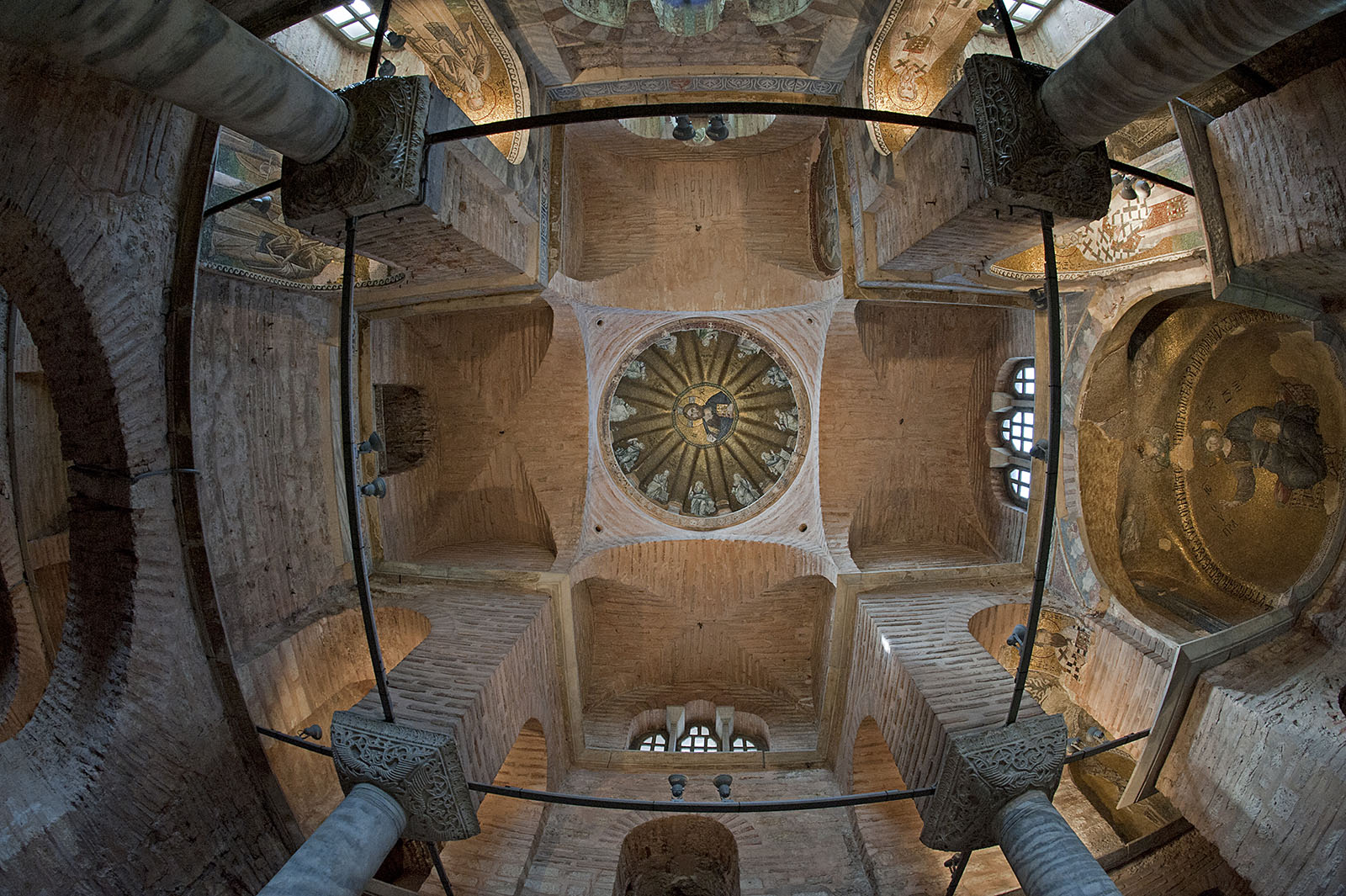
قبة كنيسة باماكاريستوس، إسطنبول

استولى اللاتين على ما لا يقل عن 20 كنيسة و 13 ديرًا، وأبرزها آيا صوفيا، التي أصبحت كاتدرائية بطريرك القسطنطينية اللاتيني. لهؤلاء أن E.H. عزا سويفت بناء سلسلة من الدعامات الطائرة لدعم جدران الكنيسة، التي ضعفت على مر القرون بسبب الزلازل. ومع ذلك، فإن عملية الصيانة هذه هي استثناء: بالنسبة للجزء الأكبر، كان المحتلون اللاتينيون أقل من أن يحافظوا على جميع المباني، سواء كانت علمانية أو مقدسة، وأصبح العديد منهم أهدافًا للتخريب أو التفكيك. تمت إزالة البرونز والرصاص من أسطح المباني المهجورة وصهرها وبيعها لتوفير المال إلى الإمبراطورية التي تعاني من نقص التمويل بشكل مزمن للدفاع ودعم المحكمة ؛ كتب دينو جون جينوكوبلوس أنه "قد يكون من الجيد اقتراح التقسيم هنا: جرد العلمانيون اللاتينيون المباني العلمانية والكنيسة والكنائس ". لم تكن المباني هي الهدف الوحيد للمسؤولين الذين يتطلعون إلى جمع الأموال للإمبراطورية اللاتينية الفقيرة: فقد تم هدم المنحوتات الضخمة التي تزين ميدان سباق الخيل ومنتديات المدينة وصهرها من أجل العملات المعدنية. كتب تالبوت: "من بين الروائع التي تم تدميرها،" هرقل المنسوب إلى القرن الرابع قبل الميلاد. النحات ليسيبوس، والشخصيات الأثرية لهيرا وباريس وهيلين ".
يقال إن الإمبراطور النيكي يوحنا الثالث دوكاس فاتاتزيس أنقذ العديد من الكنائس من التفكيك بسبب مواد البناء القيمة الخاصة بها. من خلال إرسال الأموال إلى اللاتين «لشرائهم» ("exonesamenos")، منع تدمير العديد من الكنائس. وبحسب تالبوت، فقد تضمنت هذه كنائس Blachernae و Rouphinianai والقديس ميخائيل في أنابلوس. كما منح أموالاً لترميم كنيسة الرسل المقدسة التي تضررت بشدة في الزلزال.

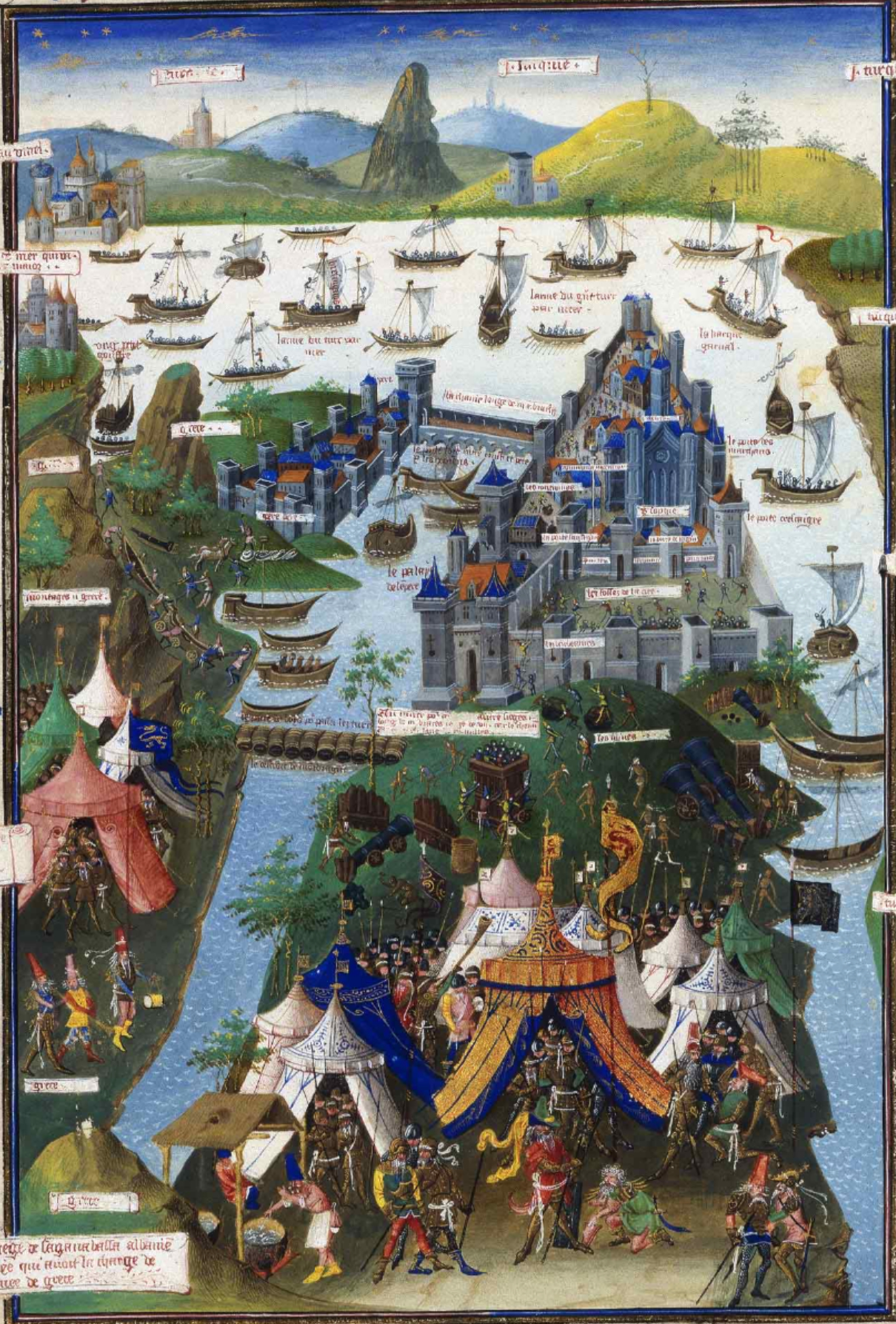
آخر حصار القسطنطينية، المنمنمات الفرنسية المعاصرة من القرن الخامس عشر.

تشتت النبلاء البيزنطيون، وذهب العديد منهم إلى نيقية، حيث أقام ثيودور لاسكاريس محكمة إمبراطورية، أو إلى إبيروس، حيث فعل ثيودور أنجيلوس الشيء نفسه ؛ فر آخرون إلى طرابزون، حيث كان أحد أعضاء الكومنيني قد أقام بالفعل بدعم من جورجيا مقرًا للإمبراطورية المستقلة. تنافس نيقية وإبيروس على اللقب الإمبراطوري، وحاولا استعادة القسطنطينية. في عام 1261، كانت القسطنطينية قد تم الاستيلاء عليها من آخر حاكم لاتيني لها، بالدوين الثاني، على يد قوات إمبراطور نيقية مايخائيل الثامن باليولوج.

### العصر الباليولوجي وسقوط القسطنطينية (1261–1453)

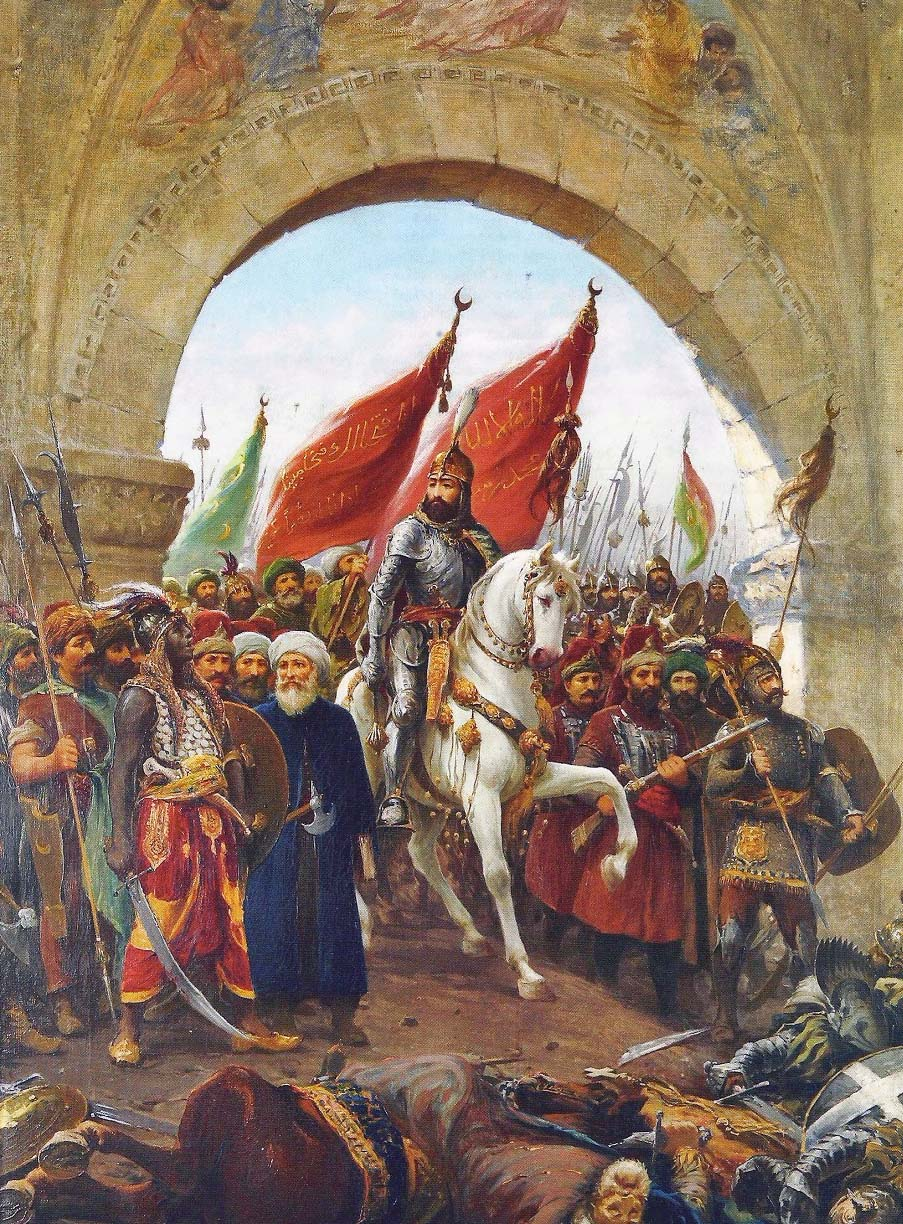
محمد الفاتح يدخل القسطنطينية، رسم فاوستو زونارو.

على الرغم من استعادة القسطنطينية من قبل ميخائيل الثامن باليولوج، فقد فقدت الإمبراطورية العديد من مواردها الاقتصادية الرئيسية، وكافحت من أجل البقاء. أصبح قصر بلاشيرنا في الشمال الغربي من المدينة المقر الرئيسي للإمبراطورية، حيث بدأ القصر الكبير القديم على ضفاف البوسفور في الانهيار.عندما استولى مايكل الثامن على المدينة، كان عدد سكانها 35000 نسمة، ولكن بحلول نهاية عهده، نجح في زيادة عدد السكان إلى حوالي 70.000 نسمة. حقق الإمبراطور ذلك من خلال استدعاء السكان السابقين الذين فروا من المدينة عندما استولى عليها الصليبيون، وبنقل الإغريق من بيلوبونيز التي أعيد احتلالها مؤخرًا إلى العاصمة. الهزائم العسكرية والحروب الأهلية والزلازل والكوارث الطبيعية انضمت إليها الموت الأسود، والتي انتشرت في عام 1347 إلى القسطنطينية فاقمت إحساس الناس بأن الله محكوم عليهم. في عام 1453، عندما استولى الأتراك العثمانيون على المدينة، كانت تضم ما يقرب من 50000 شخص.
تم غزو القسطنطينية من قبل الإمبراطورية العثمانية في 29 مايو 1453. كان العثمانيون تحت قيادة السلطان العثماني محمد الثاني البالغ من العمر 21 عامًا. جاء غزو القسطنطينية بعد حصار دام سبعة أسابيع بدأ في 6 أبريل 1453.

### القسطنطينية العثمانية (1453-1922)

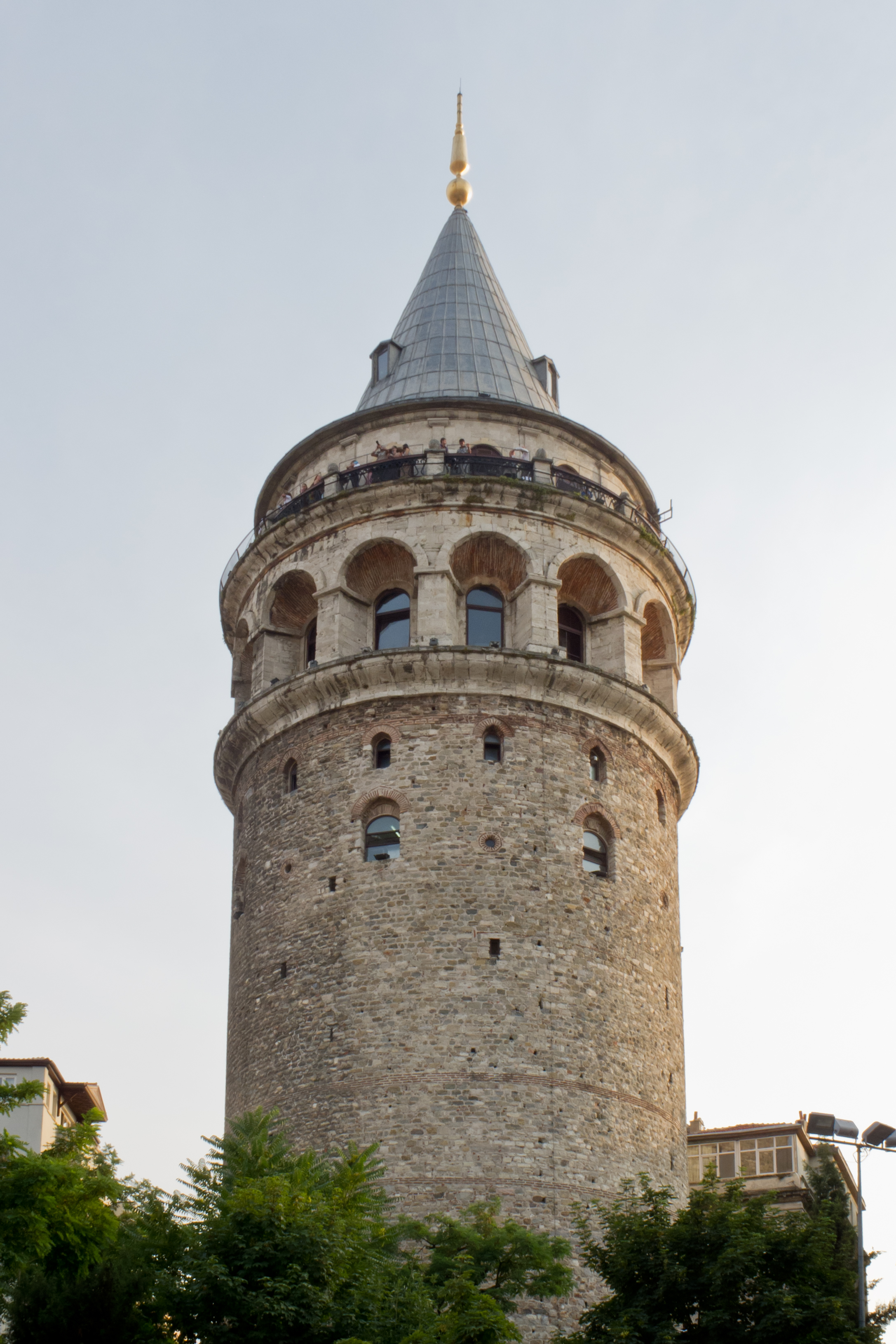
برج غلطة، تم بناء برج على الطراز الرومانسكي باسم كريستيا توريس (برج المسيح) في عام 1348 أثناء توسع مستعمرة جنوة في القسطنطينية

كانت مدينة القسطنطينية المسيحية الأرثوذكسية الآن تحت السيطرة العثمانية. عندما دخل محمد الفاتح أخيرًا القسطنطينية من خلال بوابة كاريسيوس (المعروفة اليوم باسم أدرنة قابي أو بوابة Adrianople)، ركب حصانه على الفور إلى آيا صوفيا، حيث تم إبعاد الأبواب لأسفل، تعرض الآلاف من المواطنين المختبئين داخل الحرم للاغتصاب والاستعباد، وغالبًا ما كان الرقيق يقاتلون بعضهم البعض حتى الموت على فتيات عبيد جميلات وقيّمات بشكل خاص. علاوة على ذلك، تم تخريب أو تدمير رموز المسيحية في كل مكان، بما في ذلك صليب آيا صوفيا الذي تم عرضه في معسكرات السلطان. بعد ذلك أمر جنوده بالتوقف عن اختراق قطع الرخام الثمينة في المدينة و "الاكتفاء بالغنائم والأسرى ؛ أما جميع المباني فهي ملك له. وأمر أن يلتقي به الإمام هناك لترديد الأذان وبالتالي تحويل الكاتدرائية الأرثوذكسية إلى مسجد مسلم، ترسيخ حكم الإسلام في القسطنطينية
كان اهتمام محمد الرئيسي بالقسطنطينية يتعلق بترسيخ السيطرة على المدينة وإعادة بناء دفاعاتها. بعد نزوح 45000 أسير من المدينة، بدأت مشاريع البناء مباشرة بعد الفتح، والتي تضمنت إصلاح الجدران، وبناء القلعة، وبناء قصر جديد. أصدر محمد أوامر عبر إمبراطوريته بأن على المسلمين والمسيحيين واليهود إعادة توطين المدينة، مع مطالبة المسيحيين واليهود بدفع الجزية والمسلمين يدفعون الزكاة ؛ وطالب بنقل خمسة آلاف أسرة إلى القسطنطينية بحلول سبتمبر. من جميع أنحاء الإمبراطورية الإسلامية، تم إرسال أسرى الحرب والمبعدين إلى المدينة: أطلق على هؤلاء الأشخاص اسم «سورغون» باللغة التركية. بعد قرنين من الزمان، قدم الرحالة العثماني أوليا جلبي قائمة بالمجموعات التي تم إدخالها إلى المدينة مع أصول كل منها. وحتى اليوم، فإن العديد من أحياء إسطنبول، مثل آق سراي، جهارشنبة، تحمل أسماء الأماكن الأصلية لسكانها. ومع ذلك، هرب العديد من الناس مرة أخرى من المدينة، وكان هناك العديد من تفشي الطاعون، بحيث سمح محمد في عام 1459 لليونانيين المرحلين بالعودة إلى المدينة.

## ثقافة

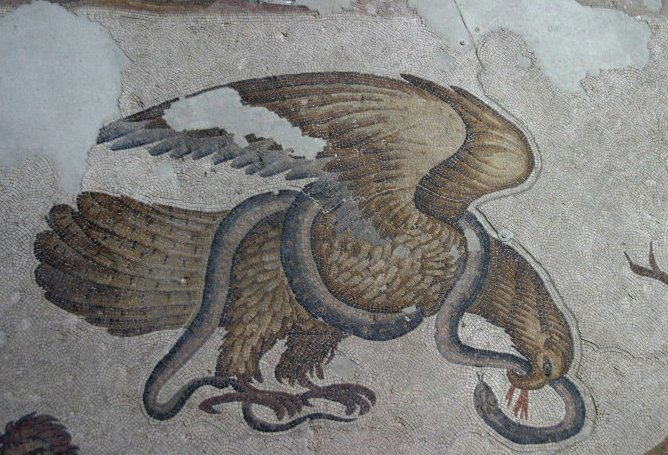
"النسر والأفعى"، أرضيات فسيفساء من القرن السادس في القسطنطينية، قصر القسطنطينية الكبير

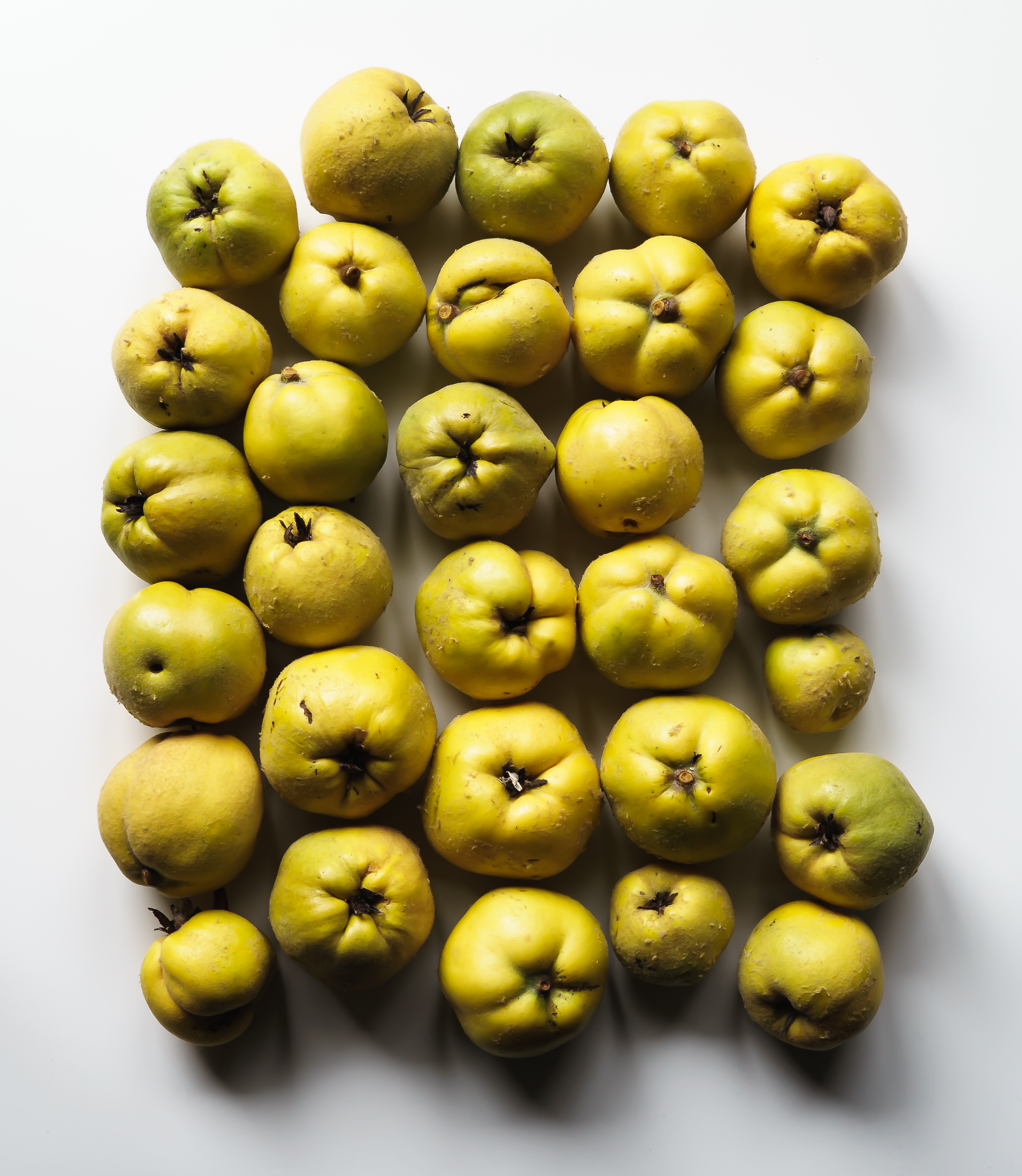
سفرجل تفاح في القسطنطينية

كانت القسطنطينية أكبر وأغنى مركز حضري في شرق البحر الأبيض المتوسط خلال أواخر الإمبراطورية الرومانية الشرقية، ويرجع ذلك في الغالب إلى موقعها الاستراتيجي الذي يقود طرق التجارة بين بحر إيجه والبحر الأسود. ستبقى عاصمة الإمبراطورية الشرقية الناطقة باليونانية لأكثر من ألف عام. في ذروتها، والتي تتوافق تقريبًا مع العصور الوسطى، كانت أغنى وأكبر مدينة أوروبية، حيث مارست قوة جذب ثقافي قوية وهيمنت على الحياة الاقتصادية في البحر الأبيض المتوسط. صُدم الزوار والتجار بشكل خاص بالأديرة والكنائس الجميلة في المدينة، ولا سيما آيا صوفيا، أو كنيسة الحكمة المقدسة. وفقًا للمسافر الروسي في القرن الرابع عشر ستيفن من نوفغورود: «بالنسبة لآيا صوفيا، لا يستطيع العقل البشري إخبارها أو وصفها».
كان مهمًا بشكل خاص للحفاظ على مخطوطات الكتاب اليونانيين واللاتينيين في مكتباتها طوال فترة تسبب فيها عدم الاستقرار والاضطراب في دمارهم الشامل في أوروبا الغربية وشمال إفريقيا: في سقوط المدينة، تم جلب الآلاف من هؤلاء من قبل اللاجئين إلى إيطاليا، ولعبت دورًا رئيسيًا في تحفيز عصر النهضة والانتقال إلى العالم الحديث. التأثير التراكمي للمدينة في الغرب، على مدى قرون عديدة من وجودها، لا يُحصى. من حيث التكنولوجيا والفن والثقافة، فضلاً عن الحجم المطلق، كانت القسطنطينية بلا نظير في أي مكان في أوروبا منذ ألف عام.

### المرأة في الأدب
كانت القسطنطينية موطنًا لأول مجلة غربية معروفة أدب أرميني تم نشرها وتحريرها بواسطة امرأة (Elpis Kesaratsian). دخلت مجموعة "Kit'arr" أو "Guitar" المطبوعة عام 1862، حيث بقيت مطبوعة لمدة سبعة أشهر فقط. الكاتبات اللاتي يعبرن عن رغباتهن بصراحة كان يُنظر إليهن على أنهن غير محتشمات، لكن هذا تغير ببطء حيث بدأت المجلات في نشر المزيد من «الأقسام النسائية». في ثمانينيات القرن التاسع عشر، دعا ماتيوس ماموريان سربوحي دوساب إلى تقديم مقالات لـ "Arevelian Mamal". وفقًا لسيرة ذاتية زاروهي جاليمكيريان، طُلب منها أن تكتب عن مكانة المرأة في الأسرة والمنزل بعد أن نشرت مجلدين من الشعر في تسعينيات القرن التاسع عشر. بحلول عام 1900، بدأت العديد من المجلات الأرمينية في تضمين أعمال للمساهمات بما في ذلك مجلة Tsaghik في القسطنطينية.

### الأسواق
حتى قبل تأسيس القسطنطينية، تم ذكر أسواق بيزنطة أولاً من قبل كسينوفون ثم من قبل ثيوبومبوس الذي كتب أن البيزنطيين «أمضوا وقتهم في السوق والميناء». في عصر جستينيان كان شارع «ميس» الذي يمر عبر المدينة من الشرق إلى الغرب سوقًا يوميًا. بروكوبيوس زعم أن «أكثر من 500 بائعة هوى» يمارسن الأعمال التجارية على طول شارع السوق. ابن بطوطة الذي سافر إلى المدينة عام 1325 كتب عن البازارات «إسطنبول» حيث «غالبية الحرفيين ومندوبي المبيعات فيها من النساء».

### بنيان

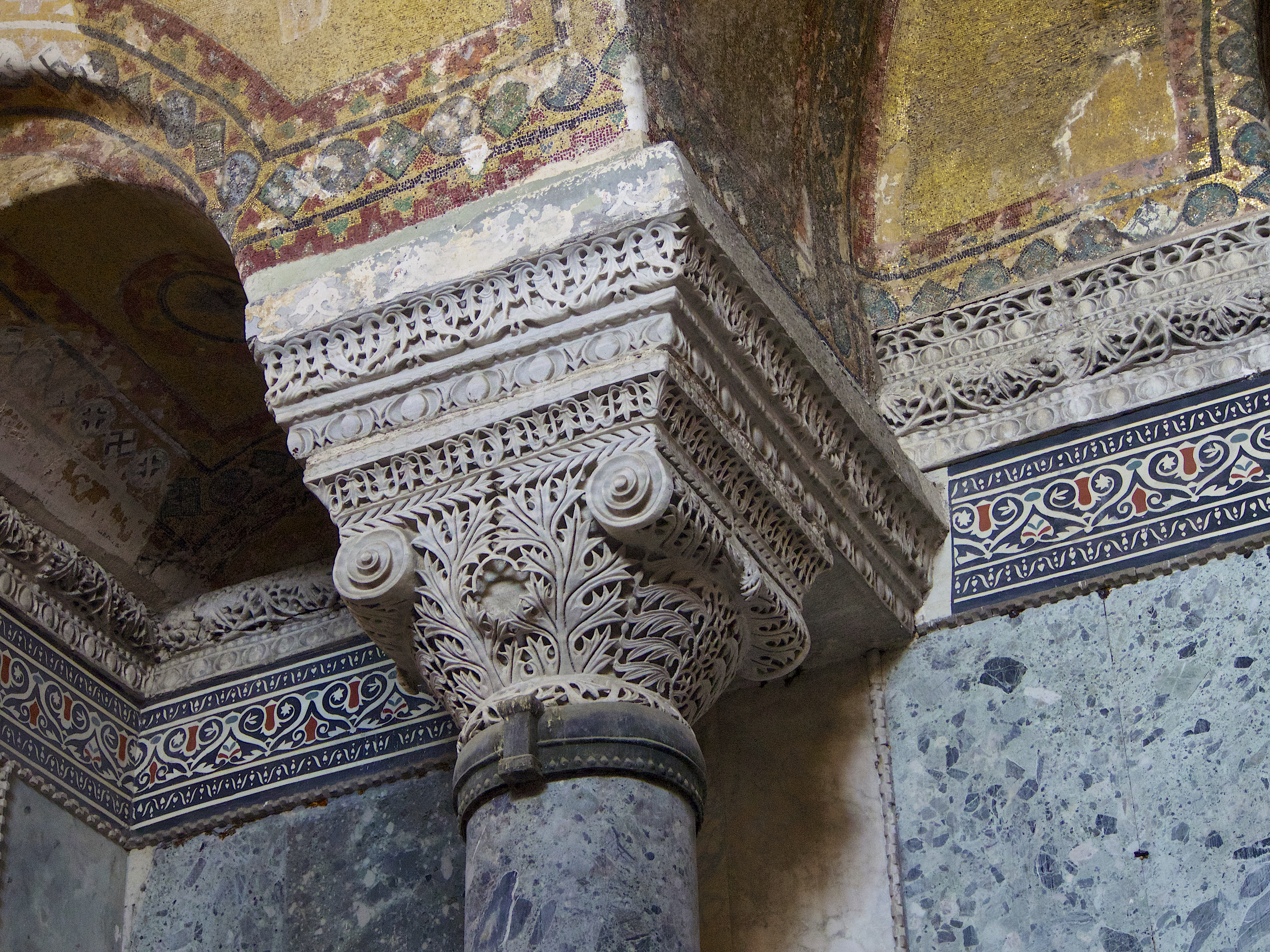
أعمدة آيا صوفيا، حاليا مسجد

استخدمت الإمبراطورية البيزنطية نماذج وأنماط معمارية رومانية ويونانية لإنشاء نوع فريد من الهندسة المعمارية. يمكن رؤية تأثير العمارة والفن البيزنطي في النسخ المأخوذة منه في جميع أنحاء أوروبا. تشمل الأمثلة الخاصة كنيسة القديس مارك في البندقية، باسيليكات رافينا والعديد من الكنائس في جميع أنحاء الشرق السلافي. أيضًا، وحدها في أوروبا حتى القرن الثالث عشر الإيطالي فلورين، استمرت الإمبراطورية في إنتاج عملات ذهبية جيدة، أصبحت صوليدوس من ديوكلتيانوس بيزانت ذات قيمة عالية في جميع أنحاء العصور الوسطى. تم تقليد أسوار المدينة إلى حد كبير، وكانت البنية التحتية الحضرية بالإضافة إلى ذلك أعجوبة في جميع أنحاء العصور الوسطى، مع الحفاظ على الفن والمهارة والخبرة الفنية للرومان إمبراطورية. في العصر العثماني تم استخدام العمارة الإسلامية والرمزية.
تم بناء الحمامات الكبرى في المراكز البيزنطية مثل القسطنطينية وأنطاكية.

### دين
أعطت مؤسسة قسطنطين هيبة لأسقف القسطنطينية، الذي أصبح في النهاية يعرف باسم البطريرك المسكوني، وجعلته مركزًا رئيسيًا للمسيحية إلى جانب روما. وقد ساهم هذا في الاختلافات الثقافية واللاهوتية بين المسيحية الشرقية والغربية مما أدى في النهاية إلى الانقسام الكبير الذي فصل الكاثوليكية الغربية عن الأرثوذكسية الشرقية من 1054 فصاعدًا. تعتبر القسطنطينية أيضًا ذات أهمية دينية كبيرة بالنسبة للإسلام، حيث أن فتح القسطنطينية هو أحد علامات نهاية الزمان في الإسلام.

### تعليم
في عام 1909 كان في القسطنطينية 626  المدارس الابتدائية و12 المدارس الثانوية. من بين المدارس الابتدائية، كانت 561 مدرسة للصف الأدنى و 65 مدرسة للصف الأعلى ؛ من بين هؤلاء، كان 34 عامًا و 31 خاصًا. كانت هناك كلية ثانوية واحدة وإحدى عشرة مدرسة إعدادية.